# Хрущёв, Никита Сергеевич
Ники́та Серге́евич Хрущёв (3 [15] апреля 1894, Калиновка, Дмитриевский уезд, Курская губерния, Российская империя — 11 сентября 1971, Москва, РСФСР, СССР) — советский политический, государственный и партийный деятель. Первый секретарь ЦК КПСС (1953—1964). Председатель Совета Министров СССР (1958—1964). Председатель Бюро ЦК КПСС по РСФСР (1956—1964). Герой Советского Союза (1964), трижды Герой Социалистического Труда (1954, 1957, 1961), лауреат Международной Ленинской премии «За укрепление мира между народами» (1959) и Республиканской премии имени Тараса Шевченко (1964), кавалер семи орденов Ленина (1935, 1944, 1948, 1954, 1957, 1961, 1964). Герой Народной Республики Болгария. Участник Великой Отечественной войны.
В 1953 году после смерти Сталина вышел победителем в борьбе за власть, укрепив свой авторитет в качестве первого секретаря ЦК КПСС. 25 февраля 1956 года выступил на ХХ съезде КПСС с секретным докладом «О культе личности и его последствиях», что положило начало процессу десталинизации. Период правления Хрущёва часто называют «оттепелью». При нём были освобождены политические заключённые и началась реабилитация жертв сталинских репрессий. Была отменена уголовная ответственность за аборт и опоздание на работу, а также снят запрет на увольнение без разрешения начальства. Существенно сократилась продолжительность рабочего дня и увеличен оплачиваемый отпуск, повышены в три раза государственные закупочные цены на продукцию колхозов, проведена денежная реформа, позволившая стабилизировать экономику страны на десятилетия вперёд. Принят новый закон о всеобщем пенсионном обеспечении, развёрнуто активное жилищное строительство и возвращена архитектура модернизма. Произведена реформа в сфере транспорта, началось строительство новых магистралей. На железных дорогах прекращена эксплуатация паровозов (их заменили тепловозы и электровозы). Советский Союз достиг больших успехов в покорении космоса.
Вместе с тем с именем Хрущёва связаны и организация самой жёсткой в послевоенный период антирелигиозной кампании, расстрел рабочих в Новочеркасске, судебные процессы с вынесением смертных приговоров против валютчиков и цеховиков, которых советская пропаганда называла «расхитителями социалистической собственности», принятие ошибочных решений в сельском хозяйстве (в частности, просчёты при освоении целины, укрупнение сёл), подавление Венгерского восстания 1956 года, травля Бориса Пастернака и кампания против художников-авангардистов. Неоднозначно оцениваются решения Хрущёва во внешней политике. В период его правления усилилась напряжённость в отношениях между СССР и США (Карибский кризис). Политика ЦК КПСС по десталинизации привела к разрыву с коммунистическими правительствами Энвера Ходжи в Албании и Мао Цзэдуна в Китае. Тем не менее Китаю было оказано существенное содействие в разработке собственного ядерного оружия и переданы технологии его производства.
В октябре 1964 года за «субъективизм» и «волюнтаризм» был отстранён от власти и отправлен на персональную пенсию союзного значения.

## Ранние годы и карьера
Никита Сергеевич Хрущёв родился в 1894 году в селе Калиновка Ольховской волости Дмитриевского уезда Курской губернии (в настоящее время — Хомутовский район Курской области) в семье крестьян Сергея Никаноровича Хрущёва (1869—1938) и Ксении Ивановны Хрущёвой (1872—1945). Спустя три года родилась младшая сестра, Ирина Сергеевна Хрущёва (в замужестве Кобяк, 1897—1961). Русское происхождение отмечено в воспоминаниях, выступлениях и анкетных данных; в своих воспоминаниях Хрущёв отмечал, что на момент назначения на работу в УССР он не владел украинским языком, из-за чего противился переводу.
Зимой Никита Хрущёв посещал церковно-приходскую школу, где обучался грамоте, а летом работал пастухом. Когда ему исполнилось девять лет, отец окончательно забрал его из школы и отправил работать в поле. «Я выучился считать до 30, и отец решил, что учения с меня хватит, — вспоминал Хрущёв. — Всё, что тебе нужно, — выучиться считать деньги, а больше тридцати рублей у тебя все равно никогда не будет». Некоторое время он был учеником сапожника и продавцом в лавке. Его отец отправился на заработки в Юзовку, а  жил в посёлке Сучий. Рабочие ютились в бараках по 50—70 человек в комнате. В комнатах были только нары и верёвка под потолком, на которой шахтёры сушили мокрую одежду и портянки. «Можно себе представить атмосферу, в которой жил человек, — рассказывал в одном из интервью Хрущёв. — Никогда не забуду увиденного: некоторые рабочие справляли малую нужду прямо со второго яруса вниз… Отец мечтал накопить денег, вернуться в деревню и купить лошадь, чтобы выращивать достаточно картошки и капусты на прокорм семье. Но лошадь мы так и не завели. Родители лелеяли эту мечту даже после 1908 года, когда мы окончательно переехали в Юзовку. Там отец работал на шахтах, мать стирала бельё, а я чистил паровые котлы». Вскоре Никита Хрущёв устроился учеником слесаря на машиностроительный и чугунолитейный завод Э. Т. Боссе. В то время его близким другом был шахтёр и любитель книг и стихов Пантелей Махиня, под влиянием которого он стал много читать. С 1912 года Хрущёв работал слесарем на шахте и в 1914 году как квалифицированный рабочий не был мобилизован на фронт. Он играл в местной футбольной команде хавбеком, не курил, не пил, состоял в обществе трезвости. В 1914 году женился на дочери такого же, как и он, квалифицированного рабочего. Его первая жена Ефросинья Писарева родила ему сына Леонида и дочь Юлию.

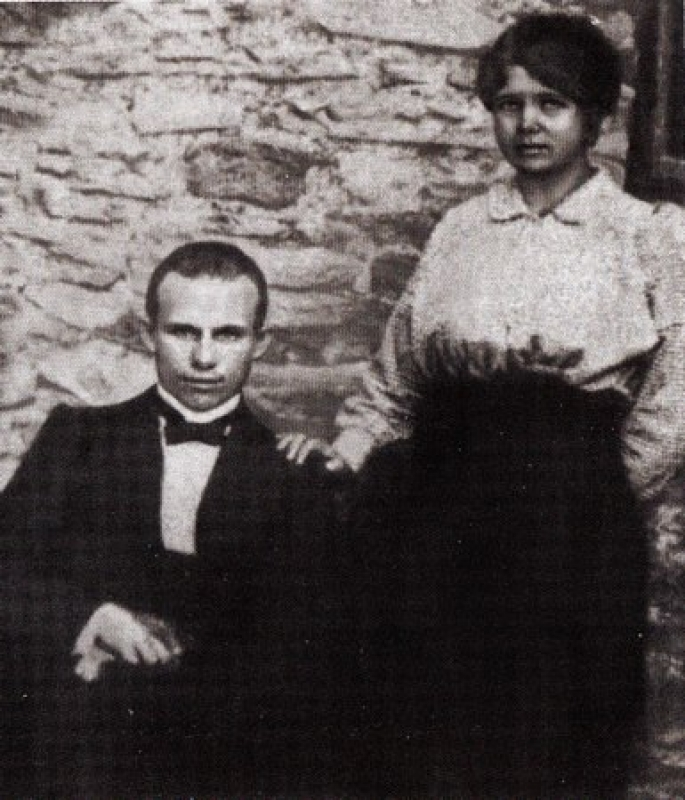
Н. С. Хрущёв со своей первой женой Е. И. Писаревой. Юзовка, около 1916

Сам Хрущёв так вспоминал первые вехи своей трудовой биографии:

Я стал трудиться, как только начал ходить. До пятнадцати лет я пас телят, я пас овец, потом пас коров у помещика. Потом работал на заводе, хозяевами которого были немцы, потом работал в шахтах, принадлежавших французам. Работал на химических заводах, хозяевами которых были бельгийцы, и вот теперь – премьер-министр Советского государства.
В марте 1915 года Хрущёв был одним из руководителей забастовки на шахте № 31 в Рутченкове,
поселке недалеко от Юзовки. После Февральской революции 1917 года он вошёл в состав Рутченковского Совета рабочих депутатов и поддерживал большевистскую фракцию, хотя формально ещё не был членом партии. В дни корниловского мятежа стал членом местного ВРК, в декабре 1917 года — председателем местного профсоюза металлистов горнорудной промышленности.
В 1918 году Хрущёв возглавил рутченковский щахтерский батальон 1-й полка Красной гвардии Донецкого бассейна, который участвовал в боях против казачьего отряда есаула Чернецова. В эти дни он вступил в партию большевиков. С весны 1918 года служил политкомиссаром 2-го батальона 74-го полка 9-й стрелковой дивизии РККА на Царицынском фронте. Летом 1920 года окончил с отличием партийную школу при политотделе 9-й армии. В сентябре 1920 года назначен инструктором политотдела 9-й Кубанской армии. Гражданская война закончилась для него на Кубани. В 1921 году он был назначен заместителем управляющего Рутченковского рудника.
В конце 1921 года поступил учиться на рабфак при Донтехникуме, где его избрали секретарём партийной организации. В 1922 году познакомился с Ниной Кухарчук, своей будущей супругой.

### Партийная карьера
В июле 1925 года Никита Хрущёв был избран секретарём Петрово-Марьинского уездного комитета КП(б)У. В 1928 году назначен инструктором организационного отдела ЦК КП(б)У, а затем заведующим организационным отделом Киевского окружного комитета КП(б)У.
Осенью 1929 года он поступил в Промышленную академию в Москве, где познакомился с одной из её слушательниц Надеждой Аллилуевой, женой Сталина. В 1930 году по инициативе первого секретаря Московского городского комитета ВКП(б) Лазаря Кагановича был избран секретарём парткома и в соответствии с текущими политическими установками провёл в академии партийную «чистку».
С января 1931 года — первый секретарь Бауманского райкома ВКП(б), с июля 1931 года — Краснопресненского райкома ВКП(б). Работа Хрущёва заключалась в ликвидации разного рода оппозиционных настроений (Баумановский РК) и решении хозяйственных вопросов (Краснопресненский РК). С января 1932 года — второй секретарь МГК ВКП(б). В 1933 году выполняя указания Политбюро ЦК ВКП(б) о чистке в рядах партии, вместе с Кагановичем довёл долю исключённых в московских парторганизациях до 11,9 % от общей численности членов партии. В начале 1934 года избран первым секретарём МГК ВКП(б) и членом ЦК ВКП(б). С 7 марта 1935 года по февраль 1938 года был также первым секретарём Московского областного комитета ВКП(б). Лазарь Каганович вспоминал: 

Я его выдвигал. Я считал его способным. Но он был троцкист. И я доложил Сталину, что он был троцкистом. Я говорил, когда выбирали его в МК. Сталин спрашивает: «А сейчас как?» Я говорю: «Он борется с троцкистами. Активно выступает. Искренно борется». Сталин тогда: «Вы выступите на конференции от имени ЦК, что ЦК ему доверяет».

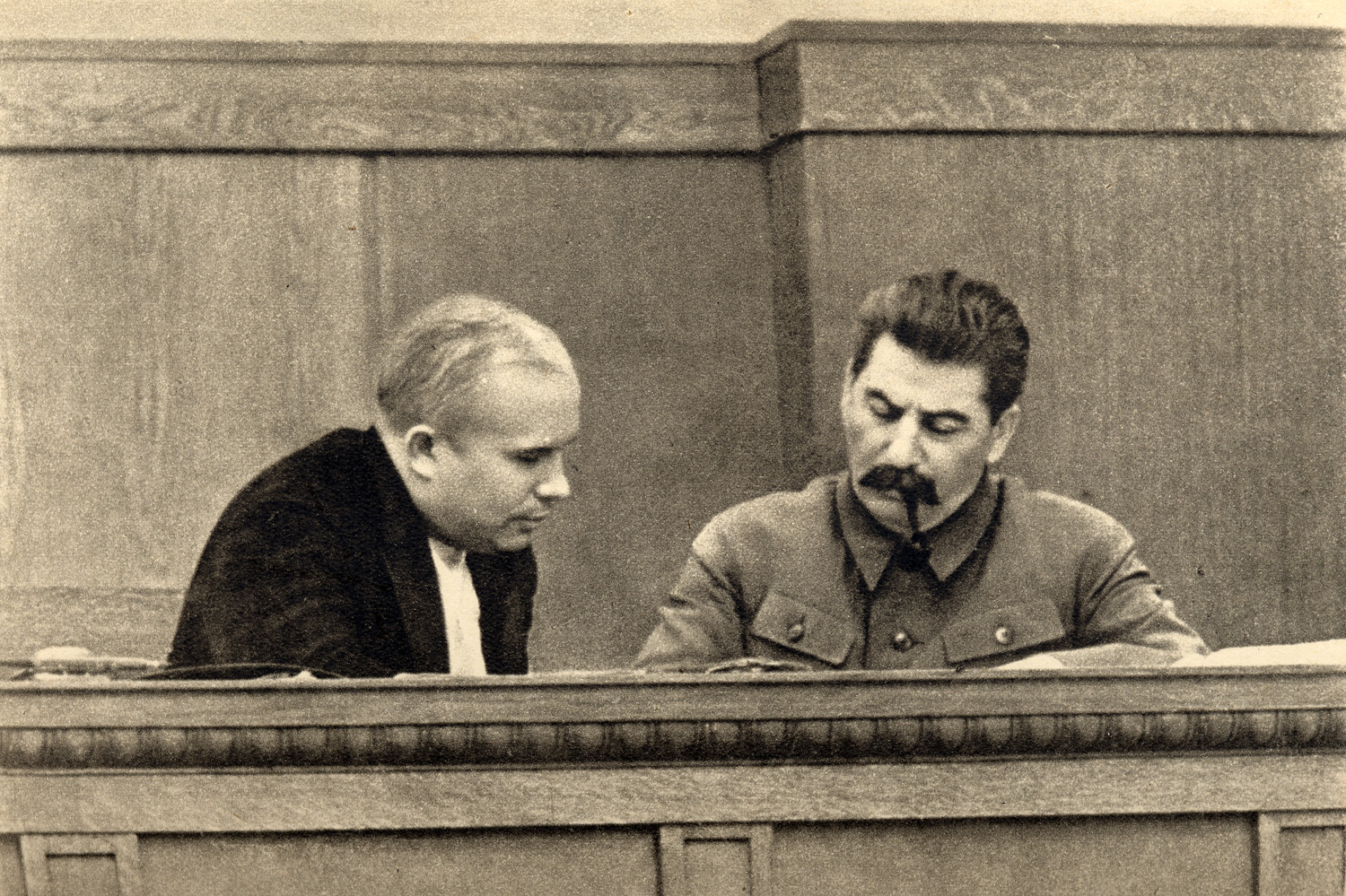
Сталин и Хрущёв в президиуме сессии ЦИК СССР. Январь 1936

Как первый секретарь Московского обкома ВКП(б) постановлением Политбюро П51/206 от 10 июля 1937 года Хрущёв был утверждён членом тройки НКВД по Московской области. Однако уже через 20 дней, 30 июля 1937 года, в составе «тройки» его заменил второй секретарь Московского обкома ВКП(б) А. А. Волков.
В подписанном Ежовым Приказе НКВД от 30.07.1937 № 00447 фамилия Хрущёва среди входящих в состав «тройки» по Москве отсутствует. Никакие «расстрельные» документы за подписью Хрущёва в составе «троек» до сих пор в архивах не обнаружены. В своих мемуарах Владимир Семичастный высказал догадку, что по распоряжению Хрущёва органы госбезопасности во главе с председателем КГБ Иваном Серовым проводили чистку архивов от компрометирующих Хрущёва документов, однако оговорился, что это лишь его предположение, не подкреплённое фактами; то же писал и Илья Старинов. Однако в архиве КГБ хранятся документальные материалы, свидетельствующие о причастности Хрущёва к проведению массовых репрессий в отношении партийного руководства в Москве и Московской области в предвоенные годы. Он, в частности, сам направлял документы с предложениями об арестах руководящих работников Моссовета, Московского обкома партии. Всего за 1936—1937 год органами НКВД Москвы и Московской области были репрессированы 55 741 человек.
В ходе голосования во время февральско-мартовского пленума ЦК 1937 года высказался за передачу «дела Бухарина и Рыкова» в суд (то есть за то, чтобы отправить материалы дела для расследования в Прокуратуру СССР), в то время как И. В. Сталин предложил направить это дело в органы НКВД. Большинство членов специально созданной комиссии Пленума ЦК ВКП(б) по «делу Бухарина и Рыкова» солидаризировалось с мнением Сталина, и Хрущёв был одним из немногих, кто выступил против.
В 1938 году Хрущёв стал первым секретарём ЦК КП(б) Украины, сменив на этой должности С. Косиора, и кандидатом в члены Политбюро вместо П. Постышева, а ещё через год — членом Политбюро ЦК ВКП(б). На этих должностях проявил себя как борец с «врагами народа». Хрущёв сыграл значительную роль в проведении репрессий 1937—1939 годов на Украине, о чём подробно указано в справке ЦК КПСС от 25 декабря 1988 года. В частности, в ней сказано, что за 1938—1940 годы, в бытность Хрущёва первым секретарём КП(б)У, на Украине были арестованы 167 565 чел. (только за 1938 год было дано согласие на репрессии 2140 лиц из числа республиканского партийного и советского актива). Например, летом 1938 года с санкции Хрущёва была арестована большая группа руководящих партийных, советских и хозяйственных работников, в том числе заместители председателя Совнаркома УССР, наркомы, заместители наркомов, секретари областных комитетов партии.

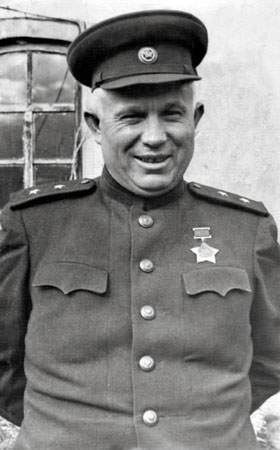
Член Военного совета фронта Н. С. Хрущёв

В годы Великой Отечественной войны оставаясь членом Политбюро ЦК ВКП(б) и первым секретарём ЦК компартии Украины, Киевского обкома и горкома партии, Хрущёв был членом военных советов ряда фронтов. В августе 1941 – июне 1942 года он входил в состав Военного совета Главного командования Юго-Западного направления и одновременно в сентябре 1941 – июле 1942 года Юго-Западного фронта, в июле — декабре 1942 года — Сталинградского фронта и одновременно в августе — сентябре 1942 года Юго-Восточного фронта, в январе — феврале 1943 года Южного фронта, в марте — октябре 1943 года Воронежского фронта, в октябре 1943 — августе 1944 года – 1-го Украинского фронта.
В мае 1942 года безуспешно пытался убедить Сталина остановить наступление в районе Харькова, продолжение которого привело к поражению советских войск. Вместе с Голиковым воплощал в жизнь решение Ставки о наступлении Юго-Западного фронта. 12 мая 1942 года наступление началось, однако Южный фронт вскоре начал отступать, так как из Краматорск-Славянского района начала наступление танковая группа Клейста. Затем фронт был прорван, началось отступление к Сталинграду, по пути было потеряно больше дивизий, чем во время летнего наступления 1941 года. 28 июля уже на подступах к Сталинграду был подписан Приказ № 227 «Ни шагу назад!». Поражение под Харьковом обернулось большой катастрофой — Донбасс был потерян, мечта немцев казалась реальностью. Отрезать Москву в декабре 1941 года немецким войскам не удалось, встала новая задача — отрезать волжскую дорогу нефти.

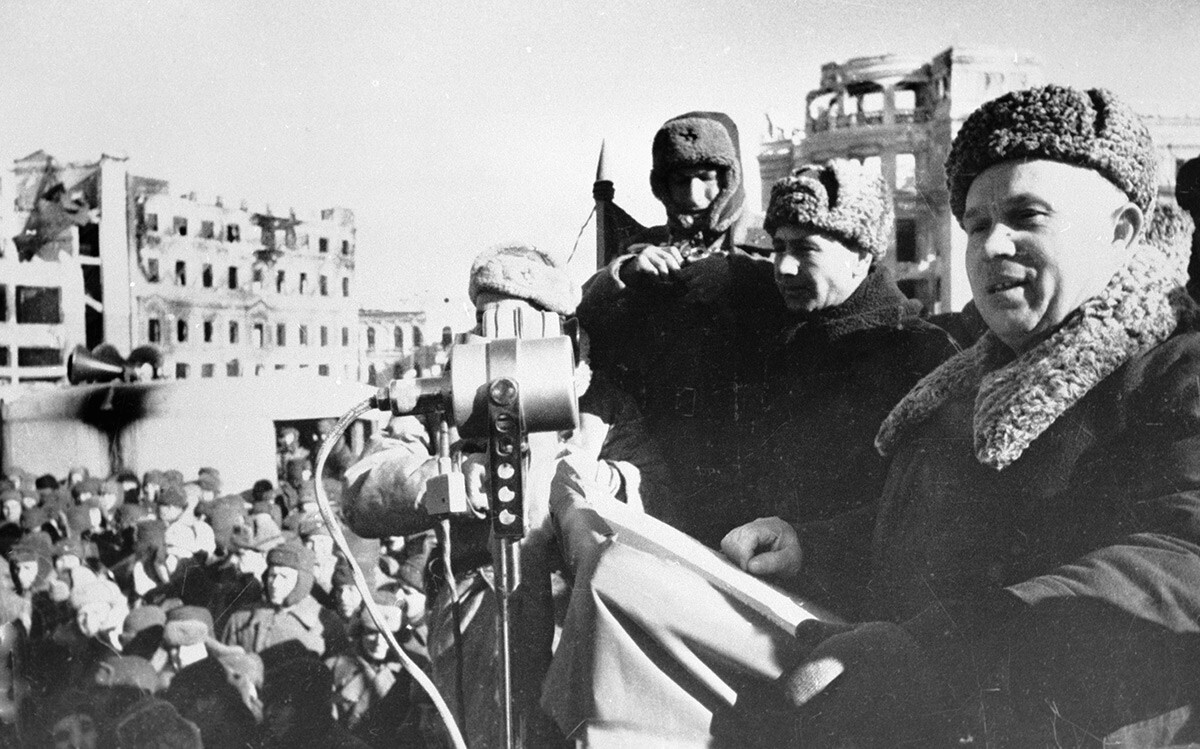
Хрущёв на митинге в Сталинграде. 4 февраля 1943

В октябре 1942 года был издан приказ за подписью Сталина, упразднявший двойную командную систему и переводивший комиссаров из командного состава в советники. Хрущёв находился в переднем командном эшелоне за Мамаевым курганом, потом — на тракторном заводе. 12 февраля 1943 года ему было присвоено звание генерал-лейтенанта.
6 ноября 1943 года Хрущёв был в атакующих частях 1-го Украинского фронта, вместе с которыми вошёл в горящий Киев. 6 февраля 1944 года Указом Президиума Верховного Совета УССР он был назначен Председателем Совета Народных Комиссаров УССР. При этом остался также и Первым секретарём ЦК КП(б)У. С 15 марта 1946 года — председатель Совета Министров Украинской ССР.
16 декабря 1949 года вновь избран первым секретарём Московского областного (МК) и городского (МГК) комитетов, а также секретарём ЦК ВКП(б).
После XIX съезда КПСС вместе со Сталиным, Маленковым, Берией и Булганиным вошёл в состав «пятёрки», узкого Бюро Президиума ЦК, созданного по предложению Сталина неуставного органа, в котором сосредоточилась вся власть.  
В последний день жизни Сталина 5 марта 1953 года на прошедшем под председательством Хрущёва совместном заседании Пленума ЦК КПСС, Совмина СССР и Президиума ВС СССР было признано необходимым, чтобы Хрущёв сосредоточился на работе в ЦК партии.
14 марта 1953 года на Пленуме ЦК КПСС избран секретарём ЦК, получив право руководить работой Секретариата и председательствовать на заседаниях. 
В июне 1953 года выступил главным инициатором и организатором смещения со всех постов и ареста Лаврентия Берии.
7 сентября 1953 года избран Первым секретарём ЦК КПСС.

## Первый секретарь ЦК КПСС (1953—1964)

### Внутренняя политика

#### Экономические реформы

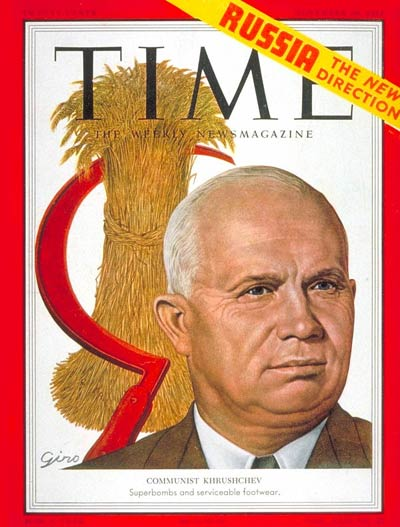
На обложке американского журнала Time. Подпись: Супербомбы и прочная обувь. 1953

В период правления Хрущёва произошёл значительный поворот экономики в сторону интересов самых широких масс народа. (см. Семилетка).
В 1953—1956 годах были повышены в три раза государственные закупочные цены на продукцию колхозов. В 1956 году продолжительность рабочего дня по субботам была сокращена с восьми до шести часов. В 1960 году продолжительность рабочего дня была уменьшена с восьми до семи часов. В 1956 году был принят новый закон о всеобщем пенсионном обеспечении граждан СССР, действие которого в 1964 году распространили и на колхозников. Размер средней пенсии в СССР увеличился более чем в два раза. В 1956 году был отменён закон 1940 года об уголовной ответственности за опоздание на работу и прогулы, о запрете на увольнение по собственному желанию. Увеличился оплачиваемый отпуск по беременности и родам с 70 до 112 дней. В 1959 году были законодательно разрешены потребительские кредиты населению для покупки товаров длительного пользования под низкие проценты (1—2 % в год). Объём бытовых услуг в СССР увеличился в десятки раз за счёт строительства домов быта и пунктов проката бытовой техники.
19 марта 1957 года по инициативе Хрущёва Президиум ЦК КПСС принял решение о приостановке выплат по всем выпускам облигаций внутреннего займа. Одновременно была прекращена принудительная ежегодная подписка на заём, что привело к потерям в сбережениях большинства жителей СССР, которых сами же власти десятилетиями заставляли эти облигации покупать. На подписки по займам у каждого советского гражданина в среднем уходило от 6,5 до 7,6 % от суммы заработной платы. В то же время прекращение принудительной подписки на заём означало существенную экономию средств граждан и компенсировало издержки приостановки выплат.

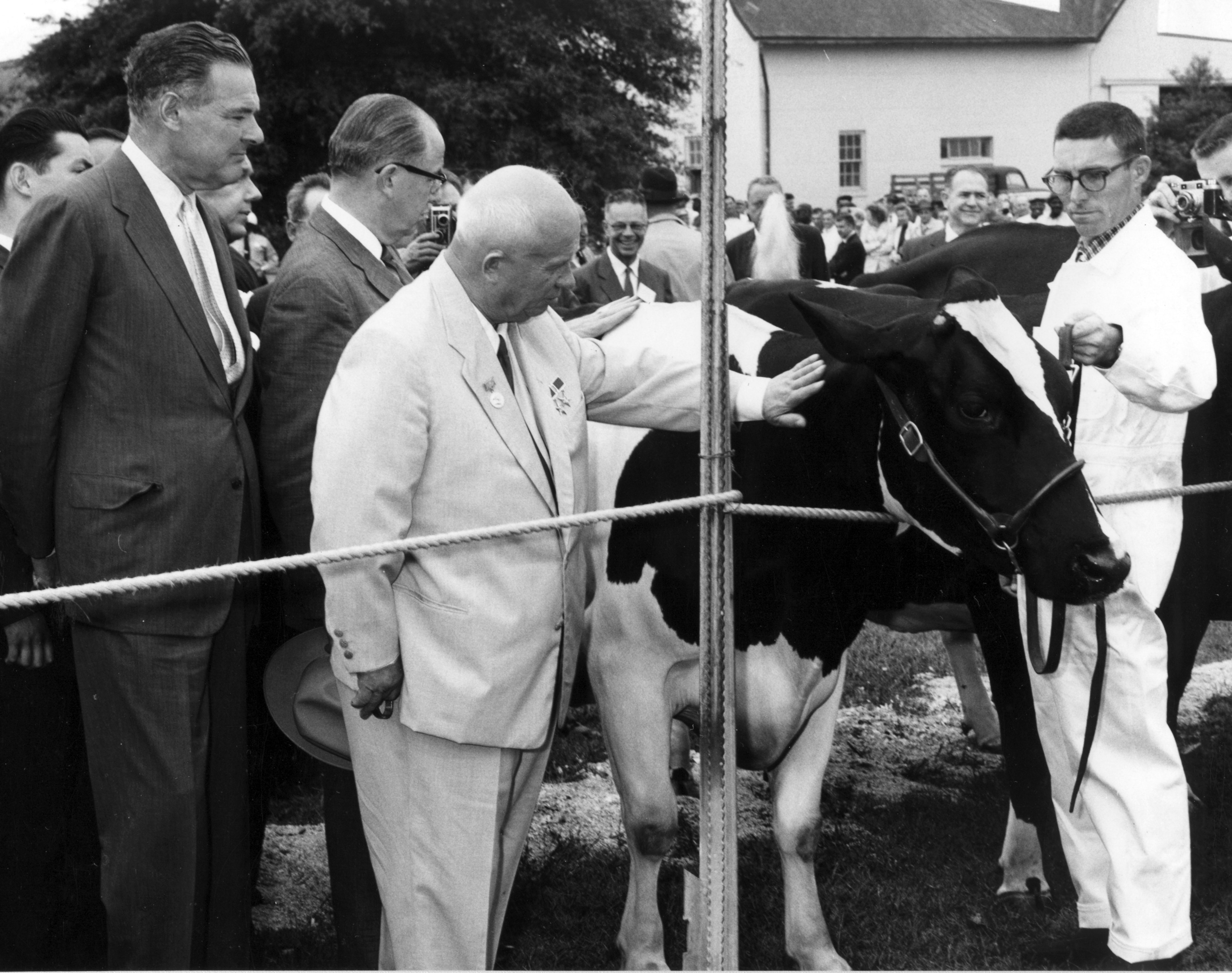
Н. С. Хрущёв в США. 1959

В 1958 году Хрущёв начал проводить политику, направленную против личных подсобных хозяйств — с 1959 года жителям городов и рабочих посёлков было запрещено держать скот, у колхозников личный скот выкупался государством. Начался массовый забой скота колхозниками. Эта политика привела к сокращению поголовья скота и птицы, ухудшила положение крестьянства. Ради решения поставленных Хрущёвым амбициозных задач по заготовкам мяса в Рязанской области была проведена афера, организованная первым секретарём обкома, известная как «Рязанское чудо», которая привела к трагическим последствиям. На 1962 год пришёлся разгар кукурузной кампании, когда кукурузой засеяли 37 млн га, а вызреть она успела лишь на 7 млн га. В 1960-е годы положение в сельском хозяйстве усугубилось разделением каждого обкома на «промышленный» и «сельскохозяйственный». В декабре 1964 года, через два месяца после ухода Хрущёва в отставку, эта реформа была отменена.
В 1960—1961 годах в СССР была проведена денежная реформа в форме деноминации со скрытой девальвацией. В результате денежные знаки, введённые в ходе денежной реформы 1947 года, были обменены на новые в соотношении 10:1.

#### Легализация абортов
В 1954 году уголовная ответственность за аборт, введённая в 1936 году при Сталине, была отменена, а в 1955 году издан указ «Об отмене запрещения абортов», который разрешал свободные аборты, проводимые по желанию женщины исключительно в медицинских учреждениях. В 1958 году был отменён налог на бездетность для незамужних женщин (введён в 1941 году, с мужчин и замужних женщин продолжал взиматься).

#### Жилищное строительство

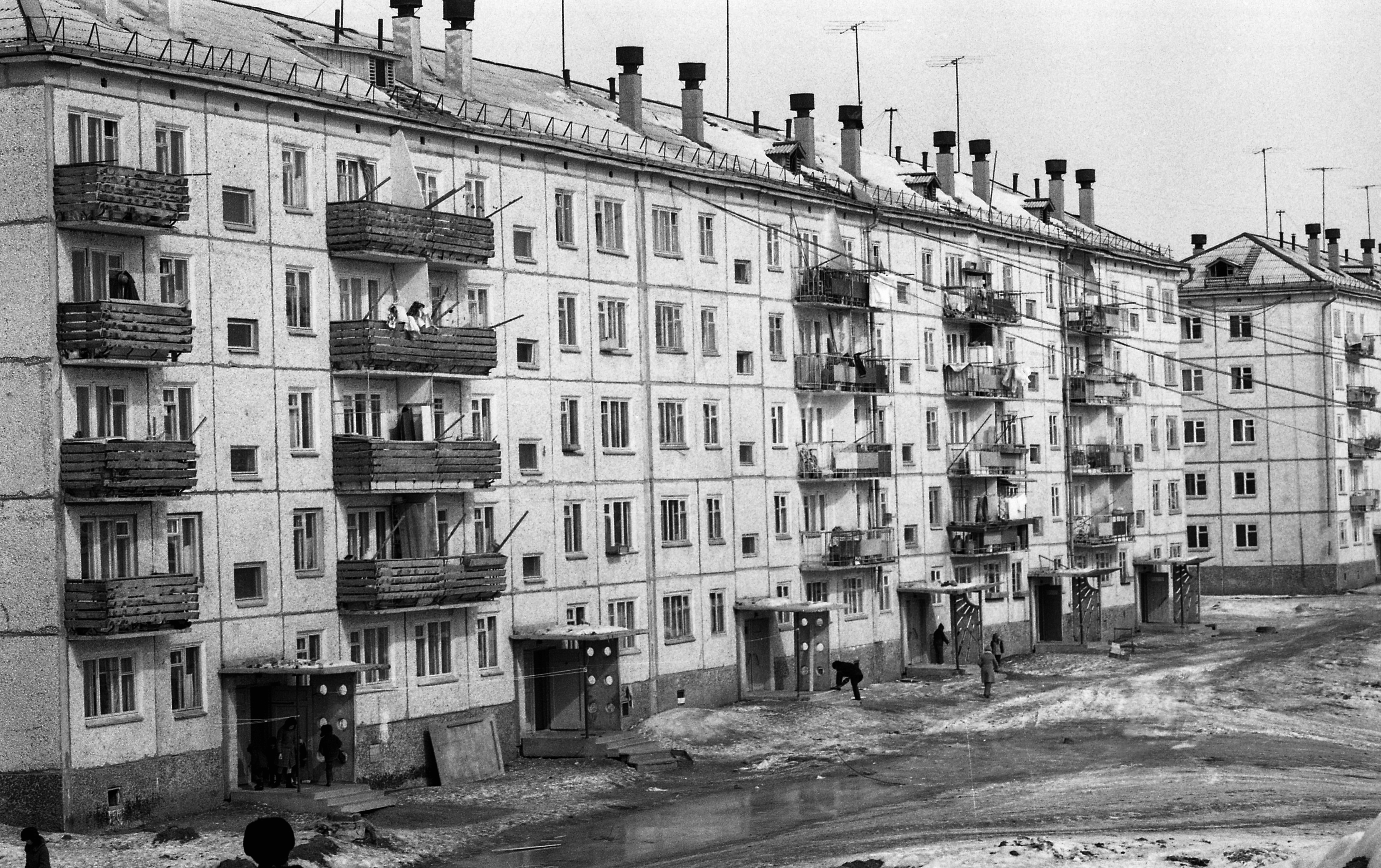
Многоквартирные жилые дома, называемые в народе «хрущёвками»

В 1955 году вышло постановление ЦК КПСС и Совета Министров СССР «Об устранении излишеств в проектировании и строительстве», которое одномоментно завершило эпоху сталинской архитектуры в проектировании и строительстве зданий и сооружений в СССР. На смену данному архитектурному стилю пришла функциональная типовая архитектура, которая с теми или иными изменениями просуществовала до конца существования советского государства.
В 1957 году в СССР развернулось массовое жилищное строительство 4-5-этажных домов, которые стали именовать хрущёвками. В результате с 1957 по 1963 год жилищный фонд увеличился с 640 до 1184 млн м² жилой площади, жилищные условия улучшили более 50 млн человек, переехав в новостройки. Массовое распространение получила практика жилищно-строительных кооперативов на льготных финансовых условиях, с рассрочкой выплаты платежа за квартиру на пять лет. Однако доля ЖСК в общем объёме жилищного строительства в СССР не превышала 10 %.

#### Реформа образования

Советские школьники. 1964

В 1954 году Совет министров СССР постановил ввести в школах совместное обучение мальчиков и девочек. В 1956 году была отменена введённая в 1940 году плата за обучение в 8—10-х классах средней школы и в высших и средних специальных учебных заведениях.
Началом реформы образования 1958—1964 годов стала речь Хрущёва на XIII съезде ВЛКСМ в апреле 1958 года, в которой, в частности, говорилось об отрыве школы от жизни общества. Затем последовала записка Хрущёва в Президиум ЦК КПСС, в которой он описал реформу более подробно и дал конкретные рекомендации по перестройке школы. Предлагаемые меры приняли форму тезисов ЦК КПСС и СМ СССР «Об укреплении связи школы с жизнью» и далее — закона «Об укреплении связи школы с жизнью и о дальнейшем развитии системы народного образования в СССР» от 24 декабря 1958 года, в котором главной задачей среднего образования объявлялось преодоление отрыва школы от жизни, в связи с чем единая трудовая школа становилась политехнической. В 1966 году реформа была отменена.

#### Передача Крымской области УССР
В 1954 году было принято решение Президиума Верховного Совета СССР о передаче из состава Российской СФСР в состав Украинской ССР Крымской области. Сын Хрущёва Сергей Никитич в интервью Российскому телевидению по телемосту из США 19 марта 2014 года пояснил, ссылаясь на слова отца, что это решение было связано со строительством северокрымского водоканала от Каховского водохранилища на Днепре и желательностью ведения и финансирования масштабных гидротехнических работ в рамках одной союзной республики.

#### Развенчание культа личности Сталина

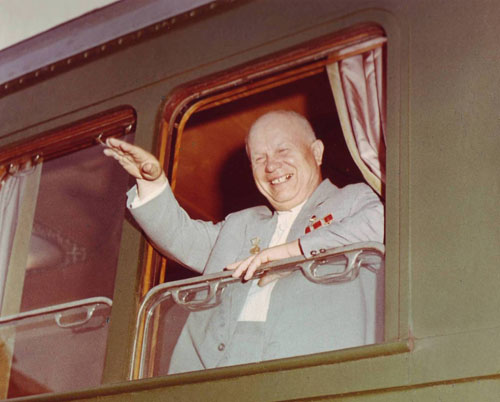
Первый секретарь ЦК КПСС Н. С. Хрущёв. 1962

25 февраля 1956 года на закрытом заседании XX съезда КПСС Хрущёв выступил с докладом о культе личности И. В. Сталина и массовых репрессиях. Доклад вызвал недовольство среди жителей Грузии, которые в марте того же года вышли на массовые митинги в Тбилиси в защиту «доброго имени Сталина». Митинги были жестоко разогнаны силами военных, в результате чего погибли не менее 27 человек, были задержаны 375 человек.
В СССР началась массовая десталинизация: переименование названных в честь Сталина городов, вынос тела Сталина из Мавзолея в 1961 году, снос и разрушение памятников Сталину (кроме памятника в Гори, который был демонтирован властями Грузии только в 2010 году), реабилитация жертв сталинских репрессий. Началась полная или частичная реабилитация ряда репрессированных народов (кроме крымских татар, немцев, корейцев). Были восстановлены Кабардино-Балкарская, Калмыцкая, Чечено-Ингушская АССР (1957).

#### Попытка смещения Хрущёва в 1957 году
В июне 1957 года в ходе продолжавшегося четыре дня заседания Президиума ЦК КПСС было принято решение об освобождении Хрущёва от обязанностей Первого секретаря ЦК КПСС. Однако группе сторонников Хрущёва в партийном руководстве, а также министру обороны Георгию Жукову удалось вмешаться в работу Президиума и добиться передачи этого вопроса на рассмотрение созываемого для этой цели Пленума ЦК КПСС. На июньском Пленуме ЦК 1957 года сторонники Хрущёва одержали победу над его противниками из числа членов Президиума. Последние были заклеймены как «антипартийная группа В. Молотова, Г. Маленкова, Л. Кагановича и примкнувшего к ним Д. Шепилова» и выведены из состава ЦК (в 1962 году они были исключены из партии). В октябре 1957 года по инициативе Хрущёва поддержавший его маршал Жуков был выведен из состава Президиума ЦК и освобождён от обязанностей министра обороны СССР.
С 27 марта 1958 года — одновременно Председатель Совета Министров СССР.

#### Третья Программа КПСС
Апогеем правления Н. С. Хрущёва называют XXII съезд КПСС (1961) и принятую на нём новую программу партии.

#### Космическая программа

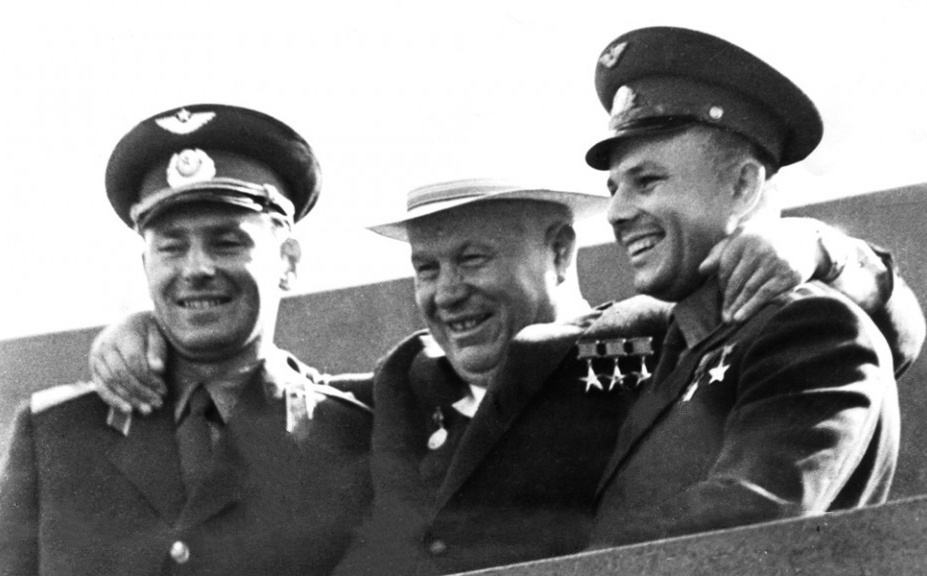
Никита Хрущёв вместе с космонавтами Германом Титовым и Юрием Гагариным. 1961

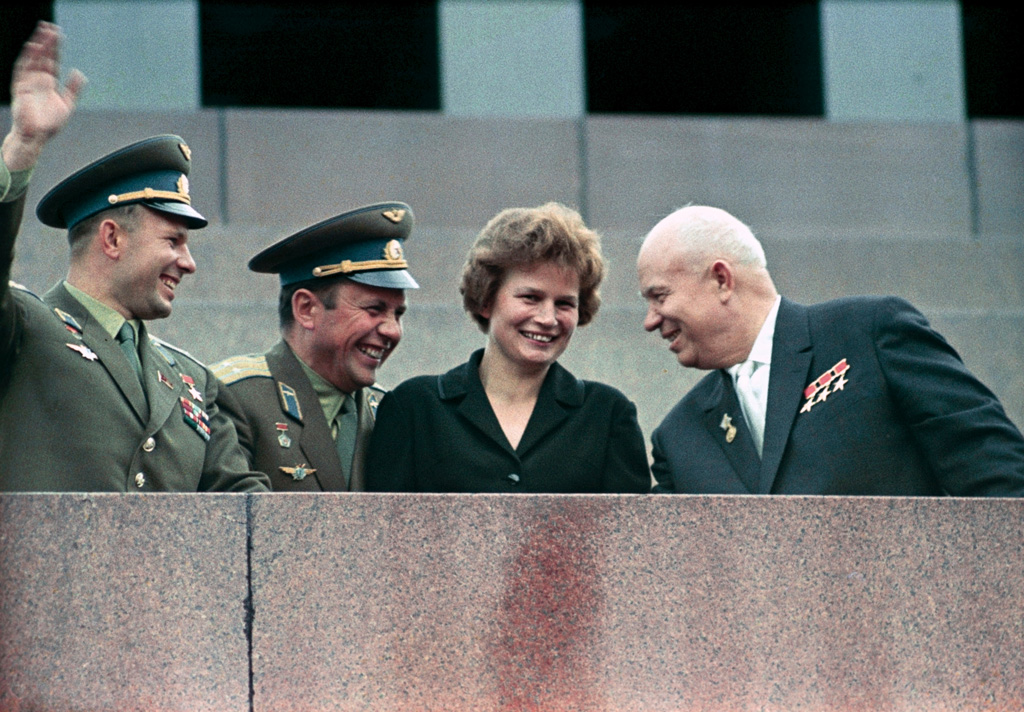
Никита Хрущёв с космонавтами Валентиной Терешковой, Павлом Поповичем и Юрием Гагариным на трибуне мавзолея. 1963

Хрущёв активно поддерживал и финансировал из бюджета страны первые полёты в космос:
- 4 октября 1957 — вывод на околоземную орбиту первого в мире искусственного спутника Земли «Спутник-1»;
- 3 ноября 1957 — вывод на околоземную орбиту первого в мире космического аппарата «Спутник-2» с живым существом на борту — собакой Лайкой (погибла в полёте);
- 2 января 1959 — первая автоматическая межпланетная станция «Луна-1», ставшая первым искусственным объектом на солнечной орбите;
- 12 сентября 1959 — посадка автоматической межпланетной станции «Луна-2», впервые в мире достигшая поверхности Луны;
- 4 октября 1959 — беспилотный облёт Луны автоматической межпланетной станцией «Луна-3», в ходе которого впервые в мире были получены фотографии обратной стороны Луны;
- 19 августа 1960 — запуск космического корабля «Спутник-5», на борту которого находились животные (собаки Белка и Стрелка, 40 мышей, 2 крысы) и растения. Стал первым космическим аппаратом в мире, вернувший живых существ из орбитального полёта на Землю.
- 12 апреля 1961 — первый полёт человека в космос (Юрий Гагарин);
- 6 августа 1961 — полёт в космос второго космонавта (Германа Титова) КК «Восток-2»;
- 11-12 августа 1962 — тандемный полёт двух пилотируемых космических аппаратов «Восток-3» и «Восток-4»;
- 1 ноября 1962 — «Марс-1», первый в истории космический аппарат, выведенный на траекторию полёта к Марсу;

Была своя Лунная программа, включая высадку на Луну, которую свернули при Л. И. Брежневе.

#### Новочеркасский расстрел
К началу 1960-х годов в СССР сложилась тяжёлая экономическая ситуация. Из-за проблем в сельскохозяйственной и финансовой сферах в начале 1962 года в стране образовался острейший дефицит хлеба, круп, растительного масла, мяса, молока и других основных продуктов питания. В ряде регионов страны были введены карточки на большинство видов продовольственных товаров. Весной и в начале лета недостаток хлеба из-за краха целинной эпопеи был настолько ощутим, что председатель Совета Министров СССР Н. С. Хрущёв впервые решился на закупку зерна за границей. 1 июня 1962 года во всех центральных газетах было опубликовано Постановление ЦК КПСС и Совета Министров СССР «О повышении цен на мясомолочные продукты». Было решено повысить розничные цены на мясо и мясные продукты в среднем на 31 % и на сливочное масло — на 25-35 %. В газетах это событие преподнесли как «просьбу всех трудящихся».
В тот же день в городе Новочеркасск Ростовской области рабочие Новочеркасского электровозостроительного завода им. С. М. Будённого (НЭВЗ) и другие горожане в ответ на повышение цен и снижение заработной платы устроили забастовку. По решению руководства СССР в город были введены войска. 2 июня протестующие собрались возле центрального административного здания города и отказались разойтись по приказу окружавших их советских войск, которые в ответ открыли огонь по протестующим, убив 26 человек и ранив 87, включая детей. После этих событий больше сотни человек, участвовавших в забастовках, были арестованы, некоторые из них приговорены к смертной казни. Вся информация об этих событиях была засекречена и советское руководство скрывало её до 1991 года.

#### Зерновой кризис 1963 года в СССР
В 1963 году и европейскую, и азиатскую части СССР поразила засуха. В то время как регионы Среднего Поволжья и Северного Кавказа перевыполнили планы по сбору, большинству остальных было до него далеко — общий урожай зерновых оказался почти на 30 % меньше ожидаемого, Казахская ССР при плане более чем в 15 миллионов тонн собрала около 6,5 миллионов. По всем расчётам этого зерна вместе со стратегическим резервом не хватало для прокорма населения до урожая 1964 года. Экспорт зерна был отменён, начался дефицит хлеба, ограничение его продажи и добавление в него других растительных культур, в частности гороха. Это привело к падению авторитета Хрущёва.
Делегации под руководством замминистра внешней торговли Борисова было поручено объяснять нехватку продовольственного зерна перекосом баланса посевов в пользу кормовых культур (фактически их также не хватало, что привело к чрезмерному забою скота), а также логистической целесообразностью везти на Дальний Восток зерно не из европейских регионов СССР, а из стран тихоокеанского региона. Всего в 1963 году СССР закупил около 12 миллионов тонн зерна, в основном канадского. На него были потрачены почти все валютные резервы и значительная часть золотого. Это дало начало многолетним закупкам СССР зерна из капиталистических стран, главным образом из США, Канады и Австралии. С 1963 по 1971 год СССР закупил в Канаде 24 миллиона тонн зерновых.

#### Сокращение вооружённых сил

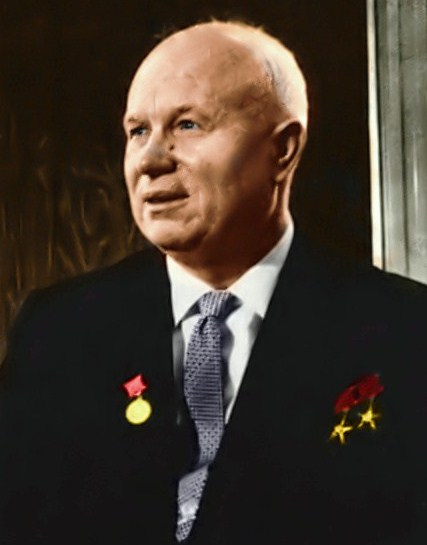
Н. С. Хрущёв. 1960

Хрущёв декларировал и осуществил значительное сокращение вооружённых сил СССР, которое началось до его провозглашения в 1955 году: в период с марта 1953 года по январь 1958 года численность вооружённых сил СССР сократилась, согласно секретным в то время данным, с примерно 5 млн 400 тыс. до около 4 млн человек.
14 декабря 1959 года на заседании Президиума ЦК КПСС была рассмотрена записка Хрущёва, в которой предлагалось в одностороннем порядке сократить личный состав вооружённых сил на 1-1,5 млн чел. за 1-2 года, что обосновывалось благоприятным, с точки зрения Хрущёва, резонансом на заявление о всеобщем и полном разоружении, сделанное Хрущёвым на заседании Генеральной ассамблеи ООН 18 сентября 1959 года, а также успехами советского ракетостроения. Соответствующий закон был принят Верховным Советом СССР 15 января 1960 года: предполагалось произвести сокращение на 1 млн 200 тыс. человек и, соответственно, уменьшить расходы на военные нужды. Тем не менее намеченные сокращения так и не были осуществлены в полном объёме: советские вооружённые силы достигли минимальной численности (3 млн) к июлю 1961 года, а с августа 1961 года вследствие Берлинского кризиса 1961 года начался рост армии, достигшей к концу года 3 млн 800 тыс. человек. Снизить расходы на оборону был призван и новый закон о пенсиях военнослужащим и их семьям. Постановлением правительства от 27 июля 1959 года предложение о пересмотре пенсионного обеспечения военнослужащим было принято. Военачальники, пытавшиеся протестовать против такого масштабного и быстрого сокращения вооружённых сил, увольнялись: так в 1959—1960 годы были уволены маршалы авиации Григорий Ворожейкин и Семён Жаворонков, маршалы Тимошенко, Конев (с поста Главнокомандующего Объединёнными вооружёнными силами стран Варшавского договора), Соколовский. В обществе резко упал престиж офицерского звания, интеллектуальный уровень курсантов военных училищ заметно снизился.
Было сокращено присутствие советских войск за рубежом, в частности выведены войска из Австрии (1955), Финляндии (1956), Румынии (1958); Порт-Артур по выводе из него советских войск в мае 1955 года передавался под контроль КНР.
Георгий Жуков как министр обороны (1955—1957) лояльно проводил линию реформ Хрущёва в вооружённых силах и сыграл ключевую роль в предотвращении смещения Хрущёва с должности 1-го секретаря ЦК КПСС в июне 1957 года, но был смещён в конце октября того же года с должности министра и всех партийных постов ввиду подозрений Хрущёва и иных партийных руководителей, что Жуков готовит захват власти (такую интерпретацию событий и своих мотивов даёт сам Хрущёв в своих мемуарах).
Главное содержание военных преобразований лежало в изменении приоритетов в строительстве вооружённых сил СССР (отказе от «симметричной стратегии», по мнению проф. Сергея Хрущёва): исходя из своей уверенности, что в будущей войне решающая роль будет принадлежать ядерному оружию, приоритет Хрущёвым отдавался производству ракетной техники и другим стратегическим средствами ведения войны. В мае 1954 года было принято решение о разработке межконтинентальной баллистической ракеты, способной поразить любую стратегическую цель в любом районе земного шара, и в феврале 1956 года состоялось первое испытание ракеты Р-5.
В 1955 году началось решительное свёртывание принятой при Сталине программы строительства большого надводного флота, который, равно как и береговую артиллерию, Хрущёв полагал неэффективным и уязвимым в будущей войне: к середине 1956 года на консервацию было поставлено 375 боевых кораблей, а на стапелях началась разборка недостроенных кораблей; из запланированных ранее 25 лёгких крейсеров проекта 68-бис («Свердлов») флот получил лишь 14. Высказывавший недовольство такой политикой адмирал флота Советского Союза Николай Кузнецов в декабре 1955 года был отправлен в отставку с должности главнокомандующего ВМФ СССР, а в следующем году понижен в звании и уволен со службы.
В 1959 году был создан новый вид вооружённых сил — ракетные войска стратегического назначения (РВСН); статус вида вооружённых сил получили в 1954 году войска ПВО СССР (территории страны), с 1960 года включавшие новый род войск — зенитно-ракетные войска.

#### Основные политические акции
- Возвращение в Дрезденскую галерею всех шедевров живописи (всего 1 240 произведений искусства), трофеев Красной армии после разгрома гитлеровской Германии (1955)[59][60].
- Всемирный фестиваль молодёжи и студентов в Москве (1957).
- Упразднение отраслевых министерств, создание совнархозов (1957).
- Посещение Хрущёвым выставки авангардистов 01.12.1962 г.
- Встреча с американским вице-президентом Ричардом Никсоном в Айове.

### Внешняя политика

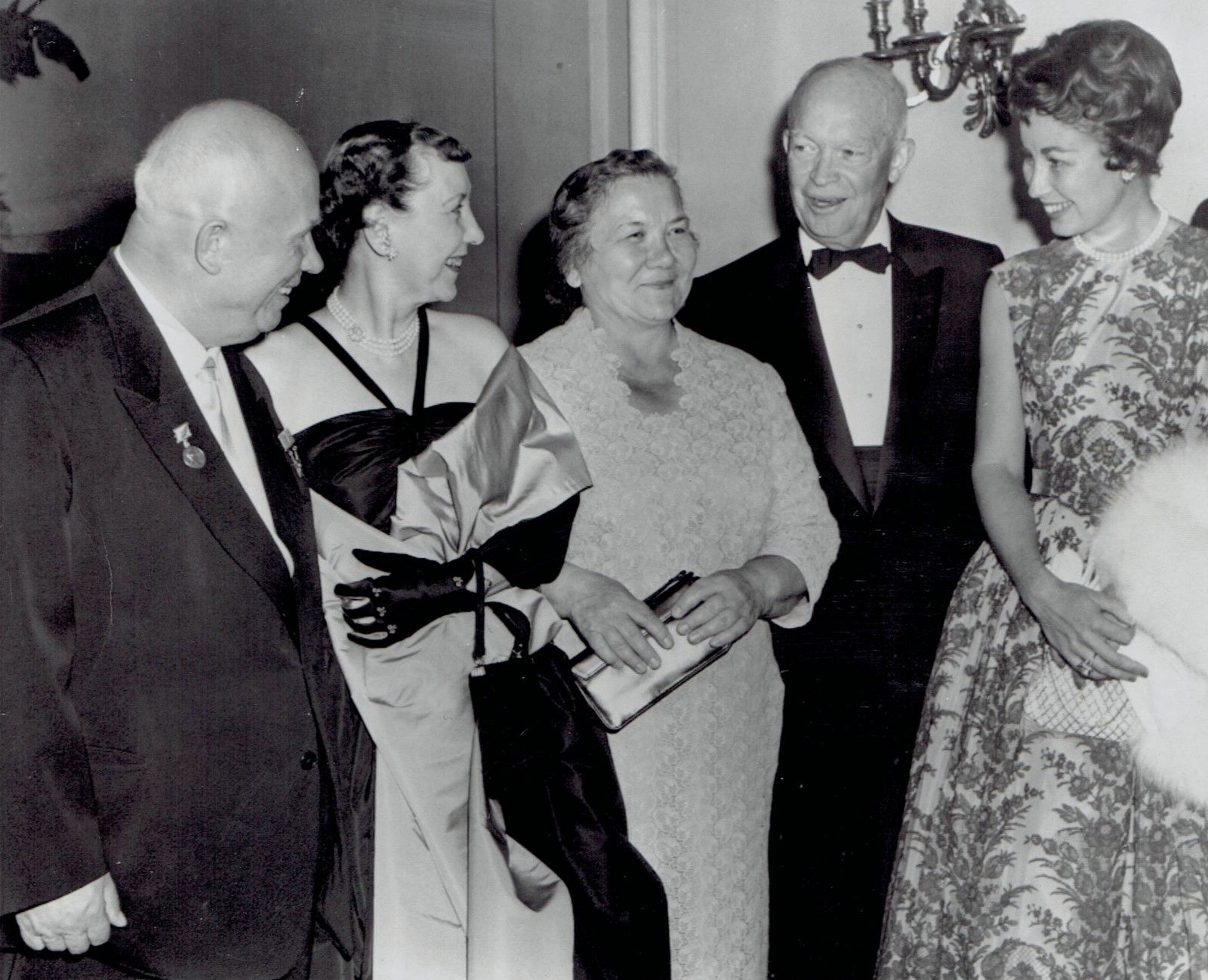
Хрущёв и Эйзенхауэр с супругами в советском посольстве в США. 17 сентября 1959

Хрущёв вёл динамичную внешнюю политику, на советско-американских переговорах выступал за разоружение и прекращение испытаний ядерного оружия. Всего за 10 лет правления он посетил около 50 государств.

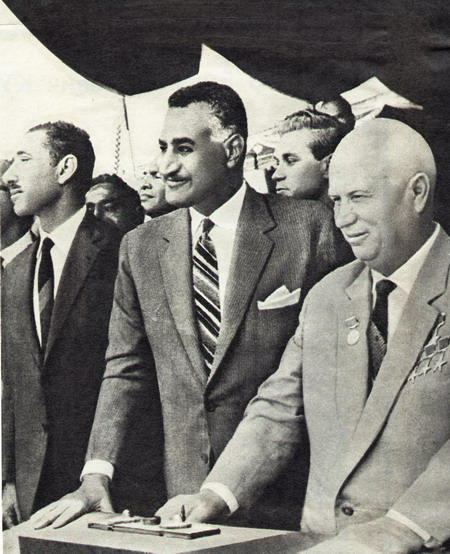
Хрущёв и президент Египта Гамаль Абдель Насер на церемонии перекрытия Асуанской плотины на Ниле. 15 мая 1964

В 1955 году в Женеве Хрущёв впервые встретился с президентом США Эйзенхауэром. Он был первым советским лидером, который совершил визит в США (15—27 сентября 1959 года): во второй раз встретился с Эйзенхауэром и выступил на Генеральной Ассамблее ООН с призывом к разоружению. Во время обеда в студии «Двадцатый век-Фокс» в Лос-Анджелесе Хрущёв вступил в импровизированные дебаты с хозяином студии Спиросом Скурасом. Затем он отправился в Сан-Франциско, где его встречал мэр города Джордж Кристофер. 4 июня 1961 года в Вене, во дворце Шёнбрунн, состоялась единственная встреча Хрущёва с президентом США Кеннеди.
В июле 1953 года была де-факто завершена Корейская война, в которую СССР был негласно вовлечён на стороне Северной Кореи.
В мае 1955 года Хрущёв посетил Югославию; по итогам визита 2 июня была подписана Белградская советско-югославская декларация, в которой признавалось, что социализм можно строить разными путями. Визит и совместный документ ознаменовали восстановление связей между КПСС и СКЮ и между СССР и СФРЮ, разорванных вследствие советско-югославского конфликта 1948 года.

25 января 1955 года Президиум Верховного Совета СССР принял указ «О прекращении состояния войны между Советским Союзом и Германией», утверждённый Верховным Советом СССР 9 февраля; а в сентябре 1955 года были установлены дипломатические отношения между Советским Союзом и Федеративной Республикой Германии.

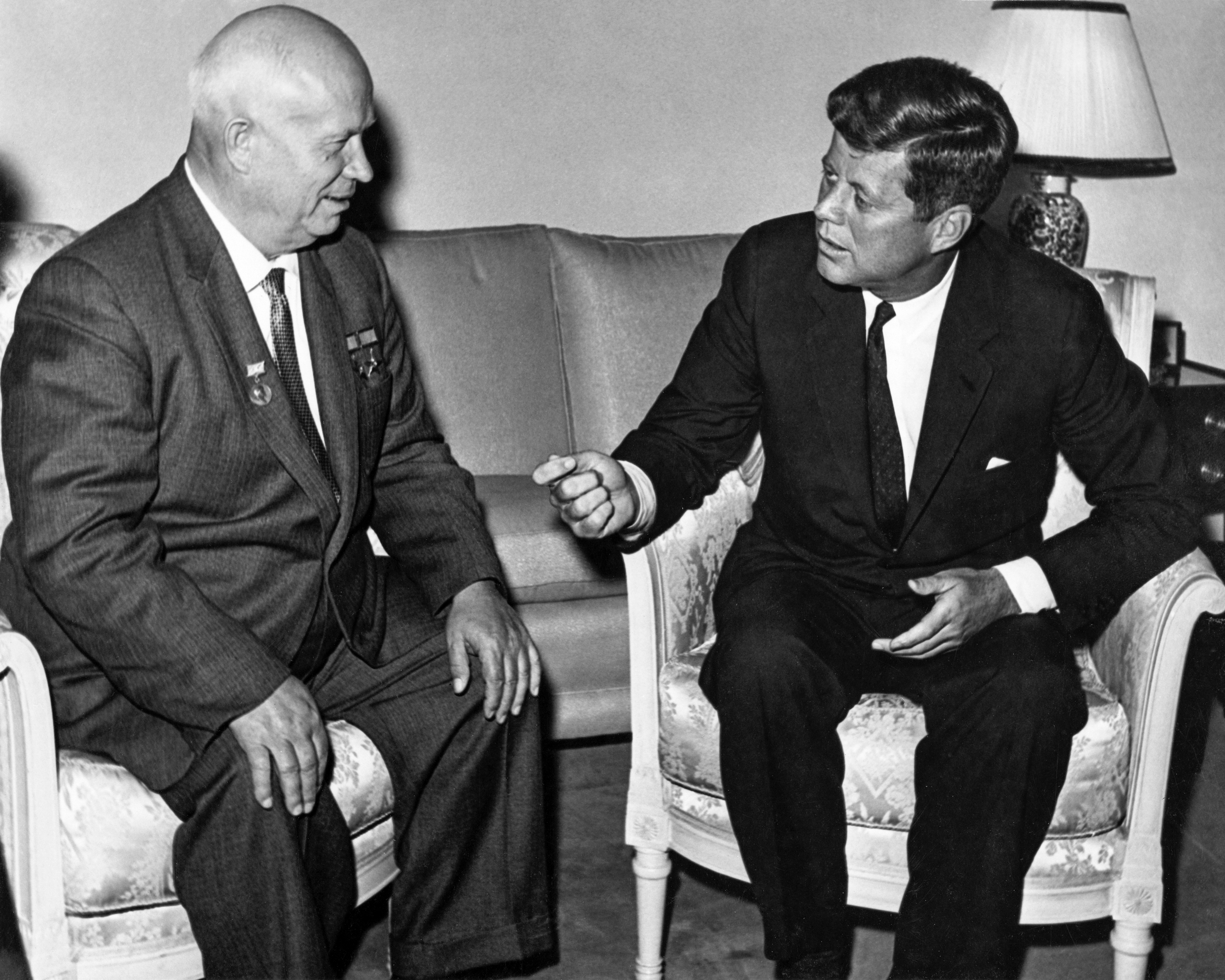
Н. С. Хрущёв и Джон Кеннеди. 1961

На XX съезде КПСС в 1956 году Хрущёвым актуализирован тезис Ленина о возможности мирного сосуществования двух различных общественно-политических систем как основном направлении советской внешней политики.
«Хрущёв был не тот человек, который позволил бы кому-либо формировать за него внешнюю политику. Внешнеполитические идеи и инициативы били из Хрущёва ключом. „Доводить до ума“, обрабатывать, обосновывать и оформлять должен был министр со своим аппаратом» (А. М. Александров-Агентов).

#### Карибский кризис
Мир был в шаге от ядерной войны 27 октября 1962 года, когда СССР разместил ядерные ракеты на Кубе в ответ на размещение США ракет в Турции.
В следующем 1963 году представители СССР, США и Великобритании в Москве подписали договор о полном запрещении испытаний ядерного оружия в трёх сферах.

## Отстранение от власти
12 октября 1964 года Леонид Брежнев связался с Никитой Хрущёвым, находившимся на отдыхе в Пицунде, и попросил его приехать на заседание Президиума ЦК КПСС, назначенное на следующий день. На заседании, проходившем 13—14 октября, Хрущёв был подвергнут критике за многочисленные ошибки, допущенные в работе, создание культа своей личности, грубость по отношению к членам партии и т. п. Единственным, кто его поддержал, был А. И. Микоян. 14 октября Никита Хрущёв согласился подписать заявление об отставке, и вечером того же дня Пленум ЦК КПСС освободил его от должности Первого секретаря ЦК КПСС и вывел из состава Президиума ЦК «по состоянию здоровья», а также признал нецелесообразным в дальнейшем совмещение постов руководителя партии и правительства. На следующий день указом Президиума Верховного Совета СССР Хрущёв был освобождён от должности главы советского правительства.
Брежнев, сменивший Хрущёва на посту Первого секретаря ЦК КПСС, согласно утверждениям Первого секретаря ЦК Компартии Украины Шелеста, сначала предлагал председателю КГБ СССР Семичастному физически избавиться от Хрущёва, устроив «аварию самолёта, автомобильную катастрофу, отравление или арест».

Новодевичье кладбище. Памятник на могиле Н. С. Хрущёва работы скульптора Эрнста Неизвестного

Бывший заместитель заведующего отделом ЦК КПСС по связям с коммунистическими и рабочими партиями социалистических стран Николай Месяцев вспоминал:

Никаким заговором Пленум не был, соблюдены все уставные нормы. На пост Первого секретаря Хрущёва избрал Пленум. Пленум и освободил его. В своё время Пленум рекомендовал Верховному Совету СССР назначить Хрущёва на пост Председателя Совмина. И в октябре 64-го Пленум внёс рекомендацию в Верховный Совет о смещении его с этого поста. Уже перед Пленумом, на заседании Президиума, Хрущёв сам признал: ему невозможно оставаться далее у руля государства и партии.

Так что члены ЦК поступили не только правомерно, но и впервые в советской истории партии смело, в соответствии с убеждениями пошли на смещение лидера, допустившего множество ошибок и как политического руководителя, переставшего соответствовать своему назначению.
После этого Хрущёв находился на персональной пенсии союзного значения. До XXIII съезда КПСС (март—апрель 1966) формально оставался членом ЦК КПСС, однако фактически от участия в его работе был отстранён.
Надиктовал на магнитофон воспоминания, которые при негласном содействии председателя КГБ Андропова, через посредство сексота КГБ Виктора Луи, были вывезены на Запад и на английском языке в переводе Строуба Толботта изданы в США в 2 томах — в 1970 и 1974 годах соответственно. В ноябре 1970 года по требованию партийного руководства подписал заявление, осуждавшее публикацию мемуаров за рубежом.
Скончался от сердечного приступа 11 сентября 1971 года, на 78-м году жизни. Похоронен на Новодевичьем кладбище (7 уч.).
После отставки Хрущёва вплоть до горбачёвской «перестройки» его имя было «неупоминаемым» (как и Кагановича, Берии и Маленкова). В Большой советской энциклопедии Хрущёву сопутствовала краткая характеристика: «В его деятельности имелись элементы субъективизма и волюнтаризма». В годы «перестройки» обсуждение деятельности Хрущёва вновь стало возможным; подчёркивалась роль «хрущёвской оттепели» как предтечи перестройки, вместе с тем обращалось внимание и на роль Хрущёва в репрессиях, а также на отрицательные стороны его руководства. В советских журналах были опубликованы «Воспоминания» Хрущёва.

## Семья

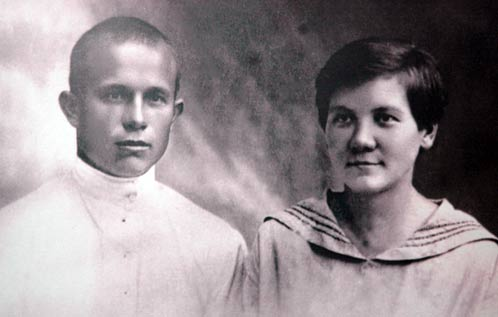
Никита Хрущёв с Ниной Кухарчук. 1924

Хрущёв был женат дважды. У него было пятеро детей: два сына и три дочери.
- Первая жена (1914—1919), Ефросинья Ивановна Писарева (1896—1919), умерла от тифа[82]. Дети от первого брака:
  - Дочь — Юлия Никитична Хрущёва (1916—1981), была замужем за Виктором Петровичем Гонтарём, директором Киевской оперы.
  - Сын — Леонид Хрущёв (1917—1943), военный лётчик, погиб в воздушном бою. Его первая жена — Роза Трейвас; этот брак был недолгим — аннулирован по личному распоряжению Н. С. Хрущёва. В гражданском браке Леонида с Эсфирью Наумовной Этингер родился сын Юрий (1935—2003), лётчик-испытатель, умер от последствий дорожно-транспортного происшествия[83]. Вторая жена — Любовь Илларионовна Сизых (1912—2014); в браке в 1940 году родилась Юлия Леонидовна Хрущёва. В 1943 году, после гибели Леонида, Л. И. Сизых была арестована по обвинению в «шпионаже», отправлена в лагерь на пять лет[84], с 1948 года — в ссылке в Казахстане, освобождена в 1956 году[85].
    - Внучка (удочерена Н. С. Хрущёвым) — Юлия Хрущёва (1940—2017). После гибели её отца и ареста матери Н. С. Хрущёв в 1943 году удочерил свою трёхлетнюю внучку[86]. Работала журналистом в Агентстве печати «Новости»[87], затем — заведующей литературной частью в Московском драматическом театре имени Ермоловой. В 2008 году выступала в суде против фальсификации истории семьи Хрущёва, подавала иск о клевете против Первого канала[88]. Погибла в июне 2017 года (по информации следствия, в результате несчастного случая на железной дороге)[89]. Дочь Юлии Хрущёвой Нина Львовна Хрущёва (родилась в 1963 году) живёт и работает в Нью-Йорке, дочь Ксения (1964—2016) — правозащитница, жила в России[90].
- Вторая жена — Нина Кухарчук, родилась 14 апреля 1900 года в селе Василёв Холмской губернии (ныне — территория Польши). Свадьба была сыграна в 1924 году, однако брак был официально зарегистрирован только в 1965 году[91]. Первая из жён советских вождей, официально сопровождавшая мужа на приёмах, в том числе за границей. Умерла 13 августа 1984 года, похоронена на Новодевичьем кладбище в Москве. Дети от второго брака:
  - Дочь — Надежда умерла в младенчестве.
  - Дочь — Рада (по мужу — Аджубей; 1929—2016[92]), проработала в журнале «Наука и жизнь» 50 лет. Её муж Алексей Иванович Аджубей (1924—1993) был главным редактором газеты «Известия».
    - Внуки: Никита (1952—2007[93]), Алексей (1954—2024[94]) и Иван (род. 1959).

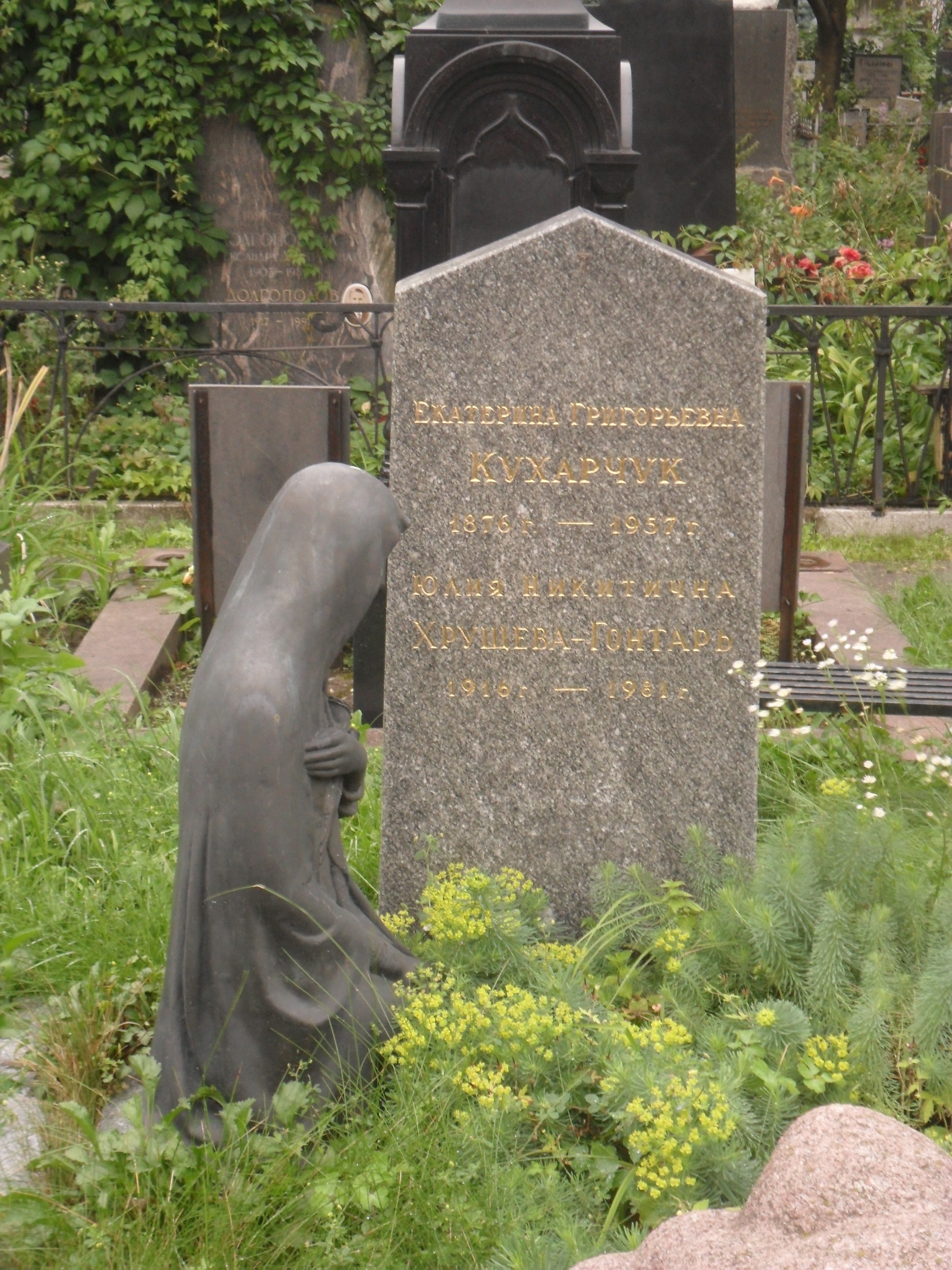
Могила тёщи и дочери Хрущёва на Новодевичьем кладбище

  - Могила тёщи и дочери Хрущёва на Новодевичьем кладбищеСын — Сергей Хрущёв (1935—2020) родился в Москве, окончил школу № 110 с золотой медалью, инженер ракетных систем, профессор, работал в ОКБ-52. С 1991 года[95] жил и преподавал в США, стал гражданином этой страны[96]. У Сергея Никитича родились двое сыновей: старший Никита (1959—2007)[97], младший Сергей (род. 1974) — живёт в Москве[98]. Пасынок (сын Валентины Голенко) Илья живёт в Москве.
  - Дочь — Елена Хрущёва (1937—1972), научный работник[99].

Семья Хрущёвых жила в Киеве в бывшем доме Поскрёбышева, на даче в Межигорье; в Москве — вначале на Маросейке, затем — в Доме Правительства («Дом на набережной»), на улице Грановского, в государственном особняке на Ленинских горах (ныне — улица Косыгина, № 32), в эвакуации — в Куйбышеве, после отставки — на даче в Петрово-Дальнем.

## Награды

### Советские
- Герой Советского Союза (16.4.1964) — в связи с 70-летием со дня рождения и за «выдающиеся заслуги перед Коммунистической партией и Советским государством в строительстве коммунистического общества, укреплении экономического и оборонного могущества Советского Союза, развитии братской дружбы народов СССР, в проведении ленинской миролюбивой политики и отмечая исключительные заслуги в борьбе с гитлеровскими захватчиками в период Великой Отечественной войны»,
- трижды Герой Социалистического Труда:

1. 16.04.1954 — в связи с 60-летием и отмечая заслуги перед Советским государством
2. 08.04.1957 — за «выдающиеся заслуги в разработке и осуществлении мероприятий по освоению целинных и залежных земель»
3. 17.06.1961 — за «выдающиеся заслуги в руководстве по созданию и развитию ракетной промышленности, науки и техники и успешном осуществлении первого в мире космического полёта советского человека на корабле-спутнике „Восток“, открывшего новую эру в освоении космоса» (указ не публиковался)[100]

Ордена
- семь орденов Ленина[101]:

1. 13.05.1935 — за «успешное выполнение решения партии и правительства, обеспечение большевистских темпов в работе и за своевременное окончание строительства первой очереди Московского метрополитена»
2. 16.04.1944 — в связи с 50-летием со дня рождения и «принимая во внимание его выдающиеся заслуги перед партией и советским народом»
3. 23.01.1948 — в связи с 30-летней годовщиной установления советской власти на Украине и «достигнутыми успехами в развитии и восстановлении промышленности, сельского хозяйства, науки, культуры и искусства»
4. 16.04.1954 — к званию Герой Социалистического Труда
5. 08.04.1957 — к званию Герой Социалистического Труда
6. 17.06.1961 — к званию Герой Социалистического Труда
7. 16.04.1964 — к званию Герой Советского Союза

- орден Трудового Красного Знамени (7.02.1939) — за «выдающиеся успехи в сельском хозяйстве, и в особенности за перевыполнение планов основных сельскохозяйственных работ»
- орден Суворова I степени (1945)
- орден Кутузова I степени (1943)
- орден Суворова II степени (1943)[102]
- орден Отечественной войны I степени (1945)
- орден «За заслуги» (Ингушетия) (29 апреля 2006 года, посмертно) — за выдающиеся заслуги в восстановлении исторической справедливости в отношении репрессированных народов, прав и свобод ингушского народа[103]

Медали
- Медаль «В ознаменование 100-летия со дня рождения Владимира Ильича Ленина» (1970)
- Медаль «Партизану Отечественной войны» I степени,
- Медаль «За оборону Сталинграда»
- Медаль «За победу над Германией в Великой Отечественной войне 1941—1945 гг.» (1945)
- Медаль «За доблестный труд в Великой Отечественной войне 1941—1945 гг.» (1945)
- Медаль «За восстановление предприятий чёрной металлургии юга»
- Медаль «Двадцать лет победы в Великой Отечественной войне 1941—1945 гг.» (1965)
- Медаль «За освоение целинных земель»
- Медаль «40 лет Вооружённых Сил СССР» (1958)
- Медаль «50 лет Вооружённых Сил СССР» (1968)
- Медаль «В память 800-летия Москвы» (1947)
- Медаль «В память 250-летия Ленинграда» (1957)

Премии
- Международная Ленинская премия «За укрепление мира между народами» (1959)
- Государственная премия Украинской ССР имени Т. Г. Шевченко — за большой вклад в развитие украинской советской социалистической культуры[104]
- Почётный шахтёр СССР (7 апреля 1960)[105];
- Знак «Шахтёрская слава» 1-й степени (7 апреля 1960)[105].

### Иностранные
- орден Звезды Румынии I степени (СРР)
- орден Белого льва I степени (8 мая 1955, ЧССР)[106]
- Юбилейная медаль Всемирного Совета Мира (1960)
- Золотая медаль «Закладка первого камня Асуанской плотины» (1960, ОАР)
- Медаль «Садд-эль-Аали. Перекрытие реки Нил. 1964» I класса (1964, ОАР)
- орден «Ожерелье Нила» (1964, ОАР)
- Золотая звезда Героя НРБ (1964, НРБ)
- орден «Георгий Димитров» (1964, НРБ)
- Медаль «20 лет словацкого национального восстания» (1964, ЧССР)
- орден Карла Маркса (1964, ГДР)
- орден Сухэ-Батора (1964, МНР)

## Курьёзы и крылатые фразы Хрущёва

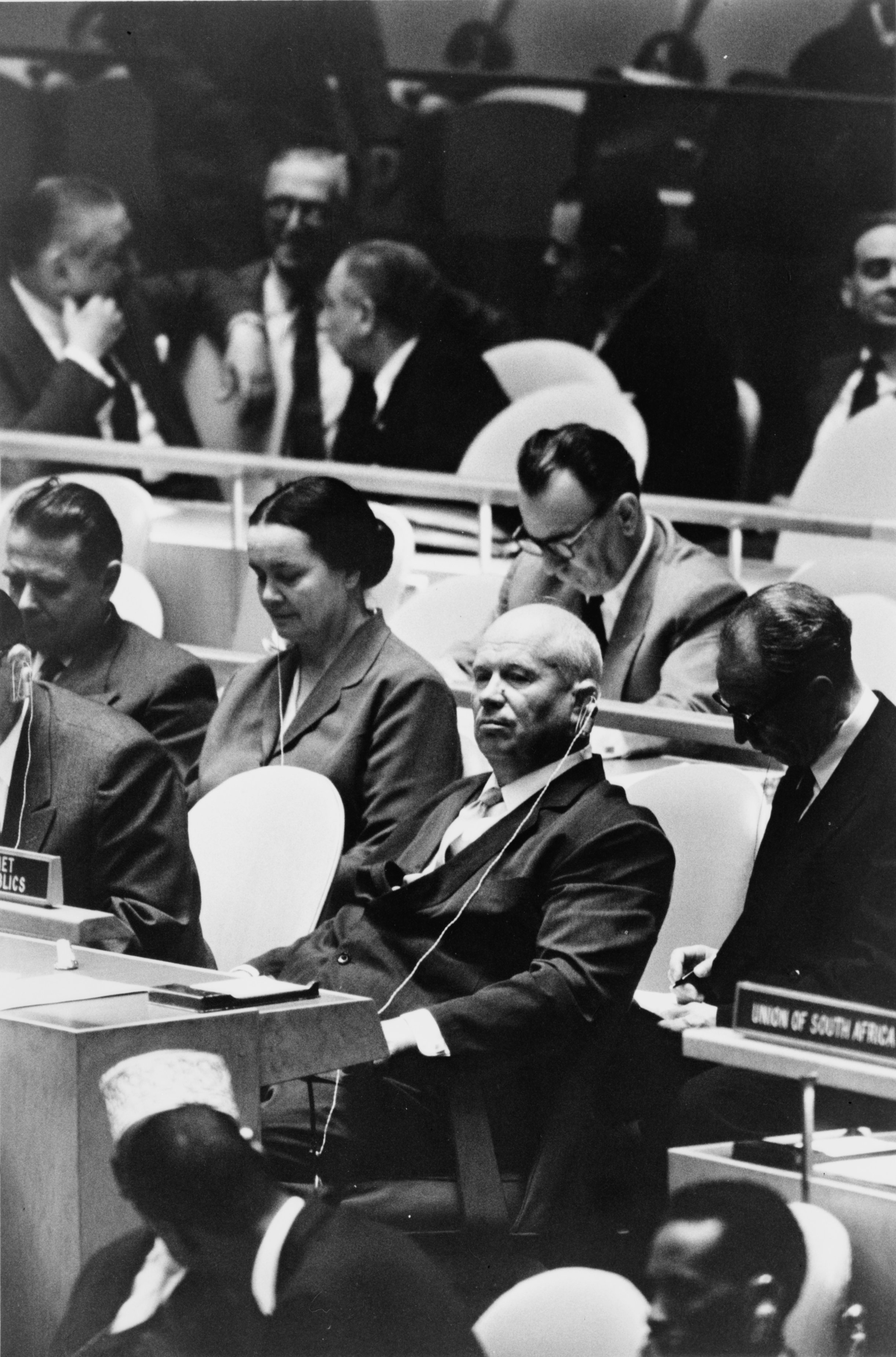
Н. С. Хрущёв и З. В. Миронова в зале Генеральной Ассамблеи ООН. Сентябрь 1960

- Образ Никиты Хрущёва в поздние годы часто был довольно комичным, и это нашло отражение в карикатурах. Причина тому — излишняя полнота и манера натягивать до груди огромные мешковатые брюки.
- Во время кухонных дебатов Хрущёв в отношении достижений СССР сказал: «Мы тоже не мух ноздрями бьём», а об американской технике пренебрежительно спросил: «А у вас нет машины, которая клала бы еду в рот и проталкивала её дальше?»[107]
- Одного американского сенатора, который ему понравился, Хрущёв спросил: «Откуда вы?» — «Из Миннеаполиса». Хрущёв подошёл к карте мира, обвёл карандашом Миннеаполис и заявил: «Это чтобы я не забыл, что этот город должен уцелеть, когда полетят наши ракеты»[108].
- «Мы вас закопаем». На приёме в Москве 18 ноября 1956 года Хрущёв в беседе с американскими дипломатами хотел подчеркнуть противоречивость двух мировых систем. Он хотел процитировать тезис Маркса о том, что социализм является могильщиком капитализма, но вместо этого выдал фразу «Мы вас закопаем», что им было повторено на одной из встреч с журналистами в США в сентябре 1959 года[109].
- «Педерасты проклятые!» Хрущёв о художниках-абстракционистах при посещении выставки в Манеже 1 декабря 1962 года, в передаче художника Э. Белютина: «Вы что — мужики или педерасты проклятые, как вы можете так писать?»[110] Позднейший комментарий художника В. Кавешникова: «Видимо, он слыхал, что недавно в издательстве „Искусство“ была разоблачена группа гомосексуалистов и был суд»[111].
- «Американская свинья и советская, я убеждён, что они могут вместе сосуществовать» (28 августа 1959 года) — Хрущёв рассуждает на тему мирного сосуществования после того, как сотрудник университета Айовы подарил ему символическую статуэтку свиньи[112].
- «Мы вам покажем кузькину мать». 24 июня 1959 года, во время осмотра американской выставки в Сокольниках, Хрущёв сказал вице-президенту США Р. Никсону: «В нашем распоряжении имеются средства, которые будут иметь для вас тяжкие последствия. (…) Мы вам ещё покажем кузькину мать!» Переводчик в замешательстве перевёл фразу дословно: «Мы вам покажем ещё мать Кузьмы!» «Американцы были ошарашены: что это? Новое оружие, ещё более грозное, чем ракетно-ядерное?»[113][114]. Фраза была повторена Хрущёвым в отчёте ЦК КПСС XXII съезду партии 17 октября 1961 года.
- «Обратно пекёть!» — ремарка по поводу жаркой погоды в Москве по возвращении из Индии[источник не указан 4523 дня].
- «Политики везде одинаковы: они обещают построить мост там, где и реки-то нет»[115].
- «Ботинок Хрущёва» — широко известен рассказ А. Аджубея на XXII съезде КПСС о том, что 12 октября 1960 года, во время заседания 15-й ассамблеи ООН, Первый секретарь ЦК КПСС стал стучать ботинком по столу[116]. В тот день шло обсуждение «венгерского вопроса», и Хрущёв, вместе с другими членами советской делегации, всячески пытался его сорвать[117]. По свидетельствам современников Хрущёва, Анастаса Микояна и личного переводчика Хрущёва (лично присутствовавшего на том совещании), дело происходило следующим образом: у Хрущёва был не ботинок, а открытые туфли (наподобие современных сандалий). В момент выступления докладчика Хрущёв снял туфлю и принялся нарочито долго её рассматривать и трясти, подняв на уровне головы, а также несколько раз слегка стукнул ей по столу, как бы пытаясь выбить камешек, который якобы туда закатился. Этими действиями Хрущёв демонстрировал, что доклад ему не интересен[118]. 
 На том же заседании Хрущёв назвал филиппинского докладчика «прихвостнем и холуём американского империализма», поставив в тупик переводчиков[119]. Сын Хрущёва — Сергей, присутствовавший на том заседании ООН, рассказал, что туфля с Хрущёва слетела в толпе, а затем ему её принесла охрана. И он в знак несогласия с выступлением стал постукивать ей по столу. Фотография же с ботинком была признана Сергеем Хрущёвым современным фотомонтажом.
- «Нынешнее поколение советских людей будет жить при коммунизме» — знаменитая фраза Никиты Сергеевича Хрущёва, произнесённая на XXII съезде КПСС в 1961 году. Во время своего выступления он объявил, что к 1980 году в СССР будет «в основном» построено коммунистическое общество[120][121]. Фраза вошла также в Программу КПСС, принятую на этом съезде, и является заключительной фразой этого документа.
- «Наши цели ясны, задачи определены. За работу, товарищи! За новые победы коммунизма!» — финальная фраза заключительного слова на том же XXII съезде.
- В массовом сознании сохранилось приписываемое Хрущёву обещание показать последнего попа по телевизору в 1980 году[122].
- «Вы не поняли преимущества этой системы, Вы потеряли перспективу развития этой техники, товарищ Судец, засуньте свой С-75 себе в жопу!» — ответ Хрущёва В. А. Судцу, пытавшемуся доказывать бесперспективность зенитного ракетного комплекса 2К11 «Круг» по сравнению с ЗРК С-75 «Двина» во время демонстрации перспективной бронетехники на полигоне в Кубинке в 1963 году[123].
- В начале 1944 года в Киеве (после освобождения города советскими войсками) Хрущёв сказал: «Я понимаю, что Вы, как еврейка, рассматриваете этот вопрос с субъективной точки зрения. Но мы объективны: евреи в прошлом совершили немало грехов против украинского народа. Народ ненавидит их за это. На нашей Украине евреи нам не нужны. И, я думаю, для украинских евреев, которые пережили попытки Гитлера истребить их, было бы лучше не возвращаться сюда. Лучше бы они поехали в Биробиджан… Ведь мы здесь на Украине… Понимаете ли Вы? Здесь Украина. И мы не заинтересованы в том, чтобы украинский народ толковал возвращение советской власти как возвращение евреев»[124][неавторитетный источник].
- «Ублюдки! Христопродавцы! Сионисты! — бушевал советский премьер [в адрес учёных-генетиков]… — Дрозофилы! Ненавижу! Ненавижу! Дрозофилы! Дрозофилы-ы-ы-ы — будь они прокляты!»[125]
- «Не хотите жить в Советском Союзе, возьмите паспорт, распишитесь! Мы вас в тюрьму не посылаем, пожалуйста. Вам нравится Запад? Пожалуйста!» (в адрес поэта Вознесенского)[126].

## Критика и оценки
- Ветеран контрразведки Борис Сыромятников заявлял, что начальник Центрального архива полковник В. И. Детинин якобы рассказывал ему об уничтожении документов, компрометировавших Н. С. Хрущёва как одного из организаторов массовых репрессий[127]. В то же время современные исследования механизмов Большого террора приводят некоторых историков к выводу о том, что лицо, занимавшее пост регионального партийного секретаря, не могло быть не только организатором, но даже и исполнителем массовых репрессий, так как партийный аппарат был полностью отстранён от принятия решений такого рода[128].
- Существуют также и материалы, отражающие резко критическое отношение к Хрущёву различного рода профессиональных и интеллигентских кругов. Так, В. И. Попов в своей книге[129], выражающей взгляды дипломатического сообщества, пишет, что Хрущёв «находил удовольствие в унижении дипломатов, а сам был малограмотным человеком».
- В. М. Молотов критиковал мирные инициативы Хрущёва: «Сейчас мы штаны сняли перед Западом. Получается, что основная цель не борьба с империализмом, а борьба за мир»[130].
- Уильям Таубман, доктор философии, лауреат Пулитцеровской премии за работу «Хрущёв и его эра» (англ. «Khrushchev: The Man and His Era») отметил в интервью газете «Известия»[131]: «Когда мои британские издатели попросили меня написать для них „десять самых неожиданных открытий в личности Хрущёва“, я подумал, что самое большое открытие, которое я сделал, — это то, что я открыл для себя Хрущёва как политика и личность со всеми противоречиями».
- У. Таубман назвал и «другие откровения»: «Я обнаружил, что он некоторое время был „троцкистом“, имел трёх жён. Также я обнаружил, что Политбюро во время его правления колебалось, прежде чем принять решение о вводе войск в Венгрию в 1956 году. Противоречивость его как личности играла важную роль во всех его решениях». Самое главное, что сделал Хрущёв, — считает Таубман, — выступил против Сталина и сталинизма и выпустил из тюрем миллионы жертв его террора[131].
- Хрущёву было свойственно фамильярное отношение к соратникам. Он был крайне несдержан. Мог ни с того ни с сего начать поливать человека последней площадной бранью. Мог позвонить из отпуска любому министру и, не стесняясь в выражениях, устроить ему разнос по самому мелочному поводу. В ближнем кругу мог сказать в адрес Булганина, что «у того борода козлиная и сам он козёл». Одновременно с этим, искренне хотел изжить из себя сталинщину, неоднократно говорил, что у него не просто руки в крови, он в ней плавает, и она его с головой покрывает[132].

### Оценки современников
Хрущёв, он же сапожник в вопросах теории, он же противник марксизма-ленинизма, это же враг коммунистической революции, скрытый и хитрый, очень завуалированный… Нет, он не дурак. А чего же за дураком шли? Тогда последние дураки! А он отразил настроение подавляющего большинства. Он чувствовал разницу, чувствовал хорошо. (21.06.1972)Молотов, Вячеслав Михайлович
Он принёс пользу нашему государству и партии, наряду с ошибками и недостатками, от которых никто не свободен. Однако «вышка» — первый секретарь ЦК ВКП(б) — оказалась для него слишком высокой.Каганович. Л. М., Памятные записки. 647.
Что-то было в нём очень человечное и даже приятное. Например, если бы он не был руководителем такой громадной страны и такой могущественной партии, то как собутыльник он был бы просто блестящий человек. Но вот в качестве хозяина страны он был, пожалуй, чересчур широк. Эдак, пожалуй, ведь и разорить целую Россию можно.

В какой-то момент отказали у него все тормоза, все решительно. Такая у него свобода наступила, такое отсутствие каких бы то ни было стеснений, что, очевидно, это состояние стало опасным — опасным для всего человечества, вероятно, уж больно свободен был Хрущёв.Ромм М. И. Как в кино. Устные рассказы. — Нижний Новгород: ДЕКОМ, 2003. 214.
Хрущёв — жёсткий, красноречивый, полемичный представитель системы, которая его воспитала и в которую он полностью верит. Он не пленник какой-то старинной догмы и не страдает узким видением. И он не красуется, когда говорит о неизбежной победе коммунистической системы, о превосходстве, которого они (СССР) в конечном итоге добьются в производстве, образовании, научных исследованиях и в мировом влиянии…Дж. Ф. Кеннеди, 28 сентября 1959 г.
Колоритной фигурой был член Военного совета фронта Н. С. Хрущёв. Этот небольшого роста, полноватый человек с простецкой улыбкой всегда оставался, если допустимо так сказать, стабилизатором обстановки внутри того круга военачальников, которые руководили войсками в Сталинградской битве. Ситуация была напряженная, трудились все буквально до изнеможения, поэтому нередко случались нервные срывы, обострялись взаимоотношения. Никита Сергеевич, похоже, предугадывал возникновение таких моментов и сейчас же находил верный тон, успокаивающий конфликтующих. Ведь тогда у нас при одном командующем было два в общем-то равнозначных штаба, причем амбиций у некоторых работников имелось немало. Если затевался спор, то член Военного совета предлагал обеим сторонам поочередно доложить свои соображения, а затем говорил, что не видит между ними принципиальных расхождений и очень убедительно высказывал третью, так сказать, синтезирующую точку зрения, с которой обычно соглашались все.
Много делал он и в организации снабжения фронтов продукцией сталинградских заводов и фабрик. Постоянно бывал в рабочих коллективах, помогал оперативно решать вопросы взаимодействия предприятий и всех городских служб. Хрущёв отличался неиссякаемым оптимизмом. Ему было свойственно чувство юмора, он умел поднять настроение в самых критических обстоятельствах. Никита Сергеевич любил вкусно и обильно поесть, и в этом отношении они со своим порученцем Гапочкой были вне всякой конкуренции. При переговорах со Сталиным Хрущёв совершенно преображался. Исчезала его напускная простоватость, он не позволял себе ни одного лишнего слова. Говорил четко, лаконично, показывая свою осведомленность во всех фронтовых делах. Никита Сергеевич не боялся высказывать просьбы, которые, как правило, удовлетворялись.

Непререкаем был его авторитет как члена Политбюро при решении насущных проблем, касалось ли это быта, артвооружения, медицинского обеспечения или каких-либо других вопросов. Трудиться рядом с ним было легко и спокойно.Иванов С. П. Штаб армейский, штаб фронтовой. — М.: Воениздат, 1990. — С. 356.

## Память

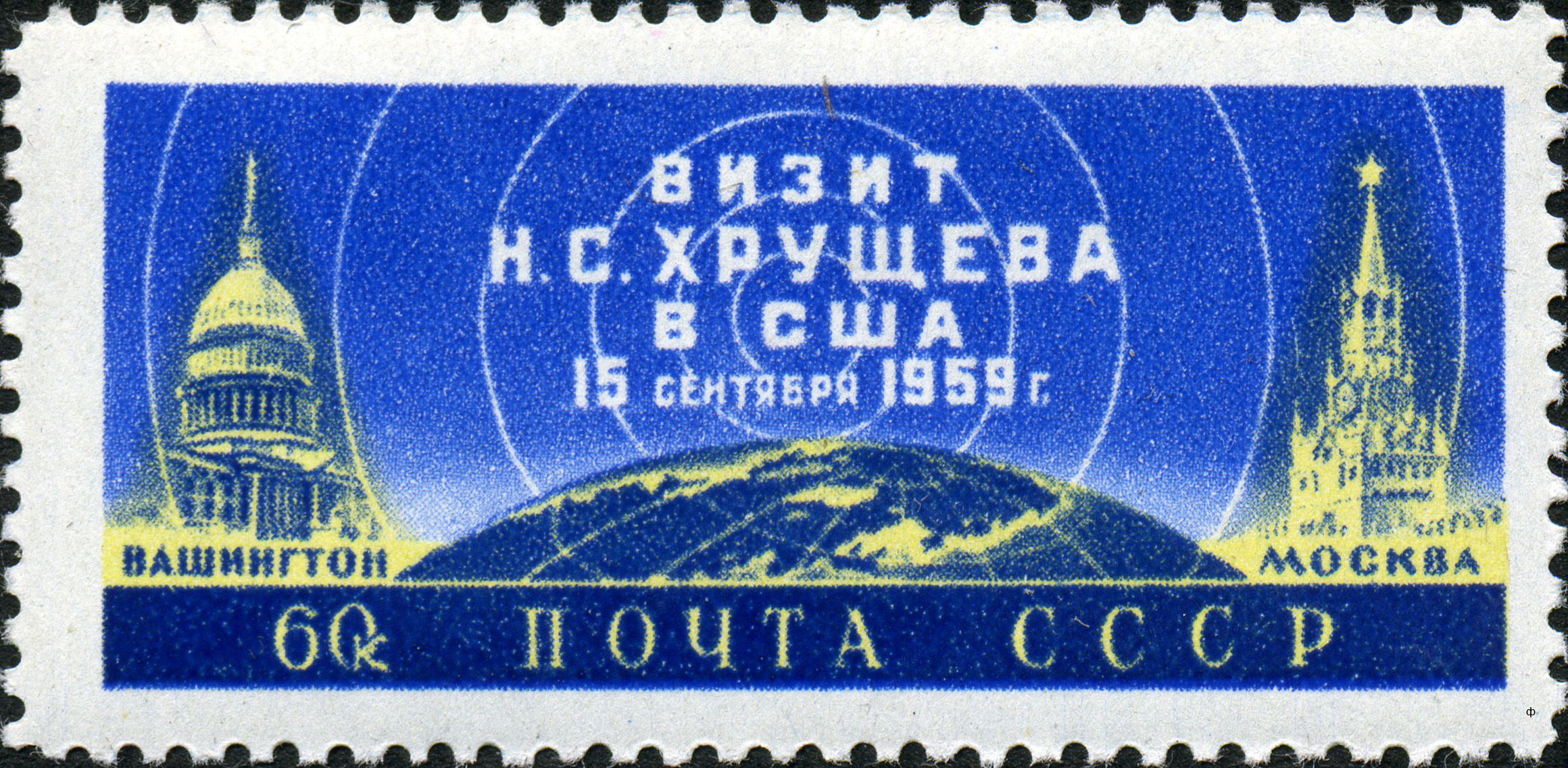
Почтовая марка СССР, посвящённая визиту Н. С. Хрущёва в США. 1959

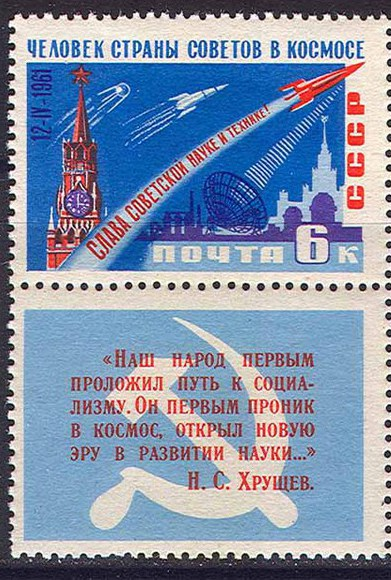
Почтовая марка, посвящённая полёту Ю. А. Гагарина в космос, с цитатой Н. С. Хрущёва. 1962

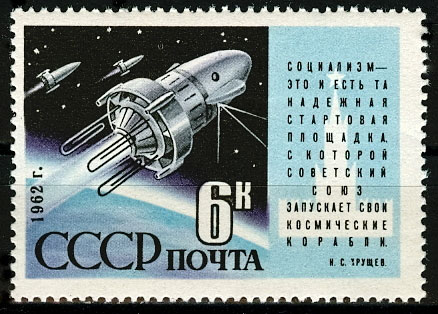
Марка СССР с цитатой Н. С. Хрущёва. 1962

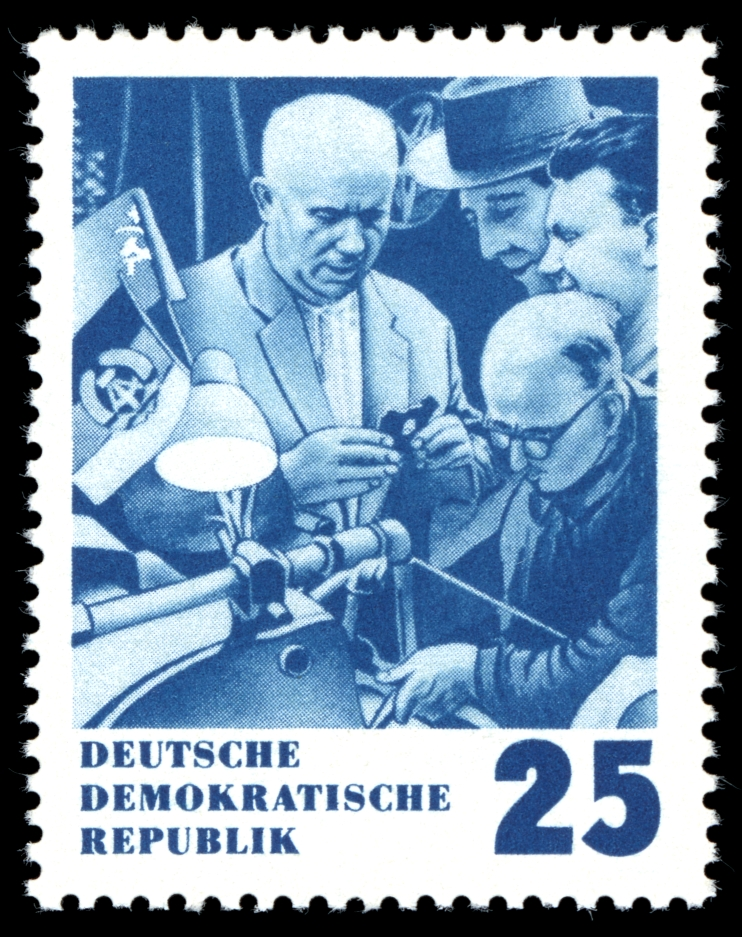
Марка ГДР в честь 70-летия Н. С. Хрущёва. 1964

- Марка ГДР в честь 70-летия Н. С. Хрущёва. 1964При жизни Хрущёва его именем назывались город строителей Кременчугской ГЭС (1961—1962, ныне — г. Светловодск Кировоградской области Украины), Республиканский стадион в Киеве, Донецкий индустриальный институт
- Улица 40-летия Октября в Уфе до 1957 года носила имя Н. С. Хрущёва.
- В 1959 году были выпущены почтовые марки СССР и Болгарии, посвящённые визиту Н. С. Хрущёва в США.
- В 1964 году в ГДР были выпущены две почтовых марки в честь 70-летия Н. С. Хрущёва.
- Имя Н. С. Хрущёва носил 2-й отдельный бронепоезд Южного фронта (В действующей армии: 27.09.1941—27.04.1942 — переименован в 1-й БП 65 ОДБП, командир — ст. лейтенант Рогачевский Борис Яковлевич (1941))[134][135].
- Уже после отставки и смерти Н. С. Хрущёва, в 1971 и 1973 годах эмират Аджман и Того выпустили марки и малые листы с его портретом, причём на марке Аджмана он был запечатлён с Шарлем де Голлем, а на марке Того — с Джоном Кеннеди.
- В городе Курске 22 апреля 1994 года именем Хрущёва назван проспект.
- В столице Республики Калмыкия — городе Элисте именем Хрущёва названа улица.
- В столице Республики Ингушетия — городе Магасе в 2005 году именем Хрущёва названа улица[136].

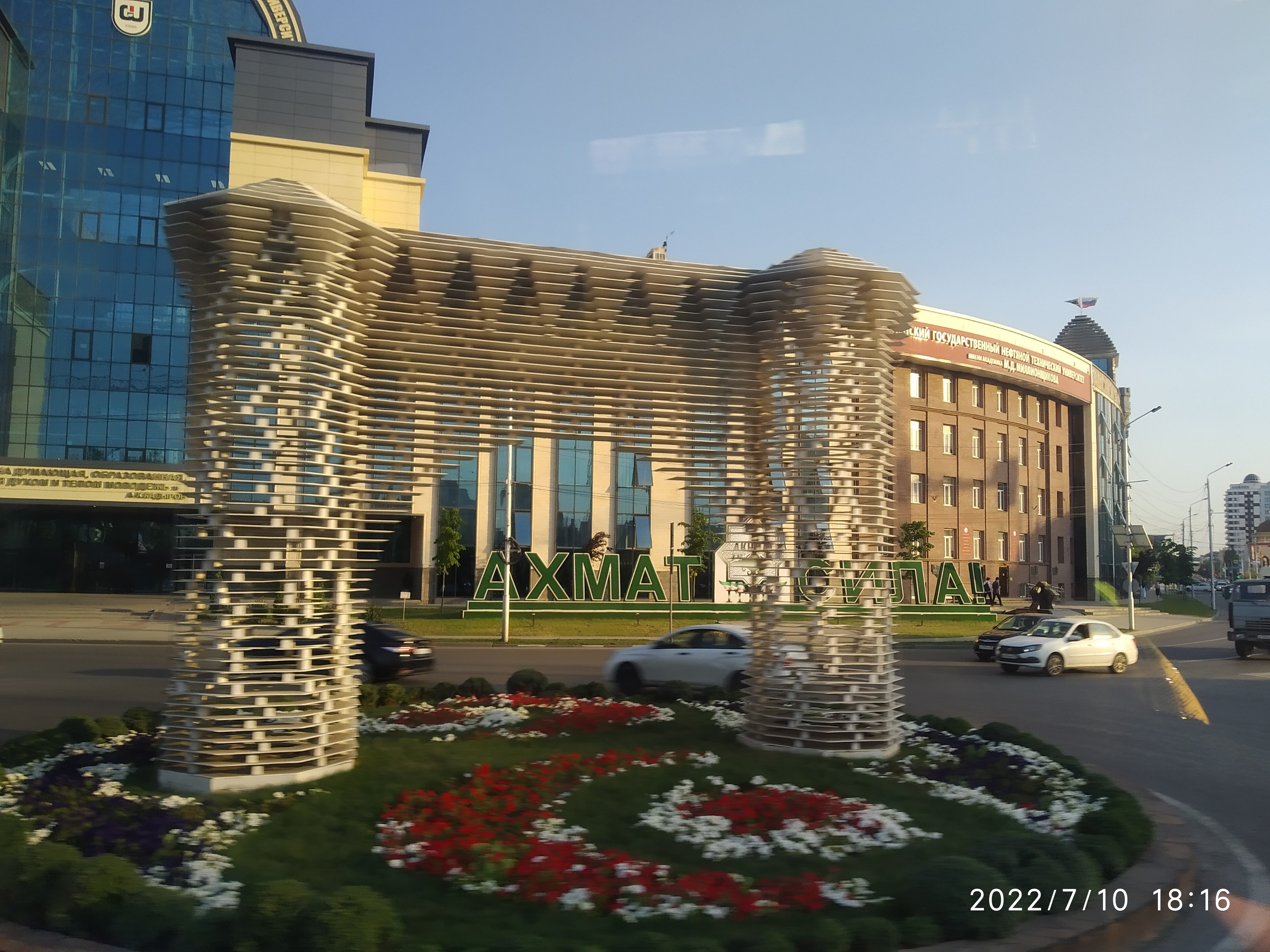
Площадь Хрущёва в Грозном

- В столице непризнанной Чеченской Республики Ичкерия — городе Грозном в 1991—1995 и 1996—2000 годах именем Хрущёва была названа площадь (ныне — Площадь Минутка)[137][138]. В 2006 году именем Хрущёва названа школа № 2 в селе Майртуп Курчалоевского района Чеченской Республики. В 2000 году в Грозном его именем была названа бывшая площадь Орджоникидзе.
- В 2005 году в поселке Кубань Гулькевичского района Краснодарского края установили памятник Хрущёву. На колонне из белого мрамора, увенчанной бюстом политика, надпись: «Великому подвижнику кукурузы Никите Хрущёву»[139].
- 11 сентября 2009 года в селе Калиновка Курской области был установлен памятник работы скульптора Николая Томского[140].
- В 1994 году в Колонном Зале Дома Союзов были проведены торжественное заседание и конференция, посвящённые 100-летию Н. С. Хрущёва как «предтечи» перестройки и либеральных реформ 1990-х годов.
- 22 сентября 2017 года в Москве бюст Н. С. Хрущёва работы Зураба Церетели установлен на Аллее правителей России рядом с бюстами других советских лидеров[141].

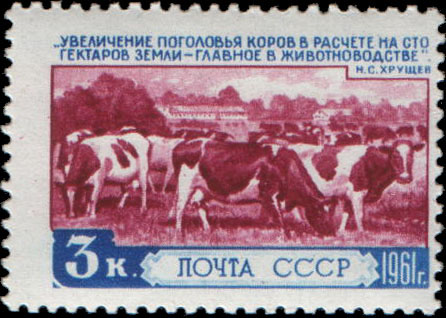
Почтовая марка СССР с цитатой Н. С. Хрущёва. 1961

- Почтовая марка СССР с цитатой Н. С. Хрущёва. 196118 июня 2015 года в Москве на доме, где жил Н. С. Хрущёв (Староконюшенный переулок, 19), установлена мемориальная доска[142]. При этом расположенный рядом Хрущёвский переулок получил своё название в XIX веке и отношения к Н. С. Хрущёву не имеет.

Документальные фильмы и телепередачи
- «Наш Никита Сергеевич» (1961). Производство ЦСДФ
- «Переворот» (1989). Производство студии «Центрнаучфильм»
- Исторические хроники (цикл документальных передач про историю России, выходивший на телеканале «Россия» с 9 октября 2003 года):
  - 57-я серия. (1955) — «Никита Хрущёв, начало…»
  - 61-я серия. (1959) — Митрополит Николай
  - 63-я серия. (1961) — Хрущёв. Начало конца
- «Десять негритят Никиты Хрущёва» («Первый канал», 2005)[143]
- «Пропавший сын Никиты Хрущёва» («Первый канал», 2007)[144]
- «Никита Хрущёв. „Голос из прошлого“» («Первый канал», 2012)[145][146][147][148][149]
- «Хрущёв. Первый после Сталина» (2014)
- «Хрущёв и КГБ» («ТВ Центр», 2014)[150]
- «Хрущёв против Берии. „Игра на вылет“» («ТВ Центр», 2015)[151]
- «Обложка. „Американский пирог Хрущёва“» («ТВ Центр», 2015)[152]
- «Семейные тайны Никиты Хрущёва» («ТВ Центр», 2019)[153]
- «Никита Хрущёв. „Рождённые в СССР“» («Мир», 2019)[154]
- «Секретные материалы. „Хрущёвская оттепель“» («Мир», 2019)[155]
- «Как Хрущёв покорял Америку» («Первый канал», 2020)[156]
- «Никита Хрущёв. „Как сказал, так и будет!“» («ТВ Центр», 2020)[157]

## Образ Хрущёва в искусстве

### Кинематограф
- «Плейхаус 90» (англ. Playhouse 90) (США , 1958) серия: «Заговор убить Сталина» — Оскар Хомолка
- «Зоц» (англ. Zotz!) (США, 1962) — Альберт Гляссер
- «Ракеты Октября» (США, 1974) — Говард да Сильва
- «Фрэнсис Гэри Пауэрс» (англ. Francis Gary Powers: The True Story of the U-2 Spy Incident) (США, 1976) — Тейер Дэвид
- «Суэц 1956» (англ. Suez 1956) (Великобритания, 1979) — Обри Моррис
- «Красный монарх» (англ. Red Monarch) (Великобритания, 1983) — Брайан Гловер
- «Далеко от дома» (англ. Miles from Home) (США, 1988) — Ларри Полинг
- «Сталинград» (СССР, 1989) — Вадим Лобанов
- «Закон» (СССР, 1989), «Десять лет без права переписки» (СССР, 1990), «Генерал» (Россия, 1992), Вперёд, за сокровищами гетмана![укр.] (Украина, 1993) — Владимир Романовский
- «На Дерибасовской хорошая погода, или На Брайтон-Бич опять идут дожди» (Россия—США, 1992) — Андрей Мягков
- «Сталин» (англ. Stalin) (США, 1992) — Мюррей Эван
- «Кооператив „Политбюро“, или Будет долгим прощание» (Беларусь, 1992) — Игорь Кашинцев
- «Серые волки» (Россия, 1993) — Ролан Быков
- «Дети революции» (англ. Children of the Revolution) (Австралия, 1996) — Деннис Уоткинс
- «Враг у ворот» (англ. Enemy at the Gates) (США, 2000) — Боб Хоскинс
- «Часы времени» (англ. Timewatch) (Великобритания, 2005) — Мирослав Нейнерт
- «Битва за космос» (Россия, 2005) — Константин Грегори
- «Звезда эпохи» (Россия, 2005), «Фурцева. Легенда о Екатерине» (Россия, 2011) — Виктор Сухоруков
- «Георг» (Эстония, 2006) — Андрюс Ваарик
- «Компания» (англ. The Company) (США, 2007) — Золтан Берсеньи
- «Сталин. Live» (Россия, 2006); «Дом образцового содержания» (Россия, 2009); «Вольф Мессинг: видевший сквозь время» (Россия, 2009); «Берия. Проигрыш» (Россия, 2011); «Хоккейные игры» (Россия, 2012); «Гагарин. Первый в космосе» (Россия, 2013); «Красная королева» (Россия, 2016); «Чёрная кошка» (Россия, 2016); «Оптимисты» (Россия, 2017), Игры шпионов (2020) — Владимир Чуприков
- «Брежнев» (Россия, 2005), «И примкнувший к ним Шепилов» (Россия, 2009), «Осведомлённый источник в Москве» (Россия, 2009), «Мосгаз» (Россия, 2012), «Сын отца народов» (Россия, 2013), «Таинственная страсть» (Россия, 2016), «Светлана» (Россия, 2018), «Обгоняя время» (Россия, 2019) — Сергей Лосев
- «Чудо» (Россия, 2009), «Жуков» (Россия, 2012) — Александр Потапов
- «История вероятности» (Россия, 2010), «Товарищ Сталин» (Россия, 2011) — Виктор Балабанов
- «Клан Кеннеди» (англ. The Kennedys) (США, 2011) — Юджин Липински
- Danger 5 (Австралия, 2011—2015) — Стив Паркер
- «Сталин и враги» (Россия, 2013) — Александр Толмачёв
- «„К“ сносит крышу» (англ. K Blows Top" (США, 2013) — Пол Джиаматти
- «Главный» (Россия, 2015) — Борис Каморзин
- «Фарца» (Россия, 2015) — Павел Марецкий
- «Маргарита Назарова» (Россия, 2016) — Валерий Гурьев
- «Смерть Сталина» (англ. The Death of Stalin) (Великобритания, 2017) — Стив Бушеми
- «В созвездии Стрельца» (Россия, 2018) — Валерий Баринов
- «Стрельцов» (Россия, 2020) — Василий Мищенко

### Музыкальные произведения
В 1960 году вышла песня Адриано Челентано «Nikita rock» («Рок Никиты»), посвящённая Н. С. Хрущёву, в то время воспринятая как сатира.
В 1974 году вышла песня «Killer Queen» («Убийственная королева») английской рок-группы Queen из альбома Sheer Heart Attack, написана вокалистом группы Фредди Меркьюри. В ней упоминается Н. С. Хрущёв.